# 四国三十六不動尊霊場
四国三十六不動霊場（しこくさんじゅうろくふどうれいじょう）は、徳島県・香川県・高知県・愛媛県内にある36箇所の不動明王霊場寺院の総称である。弘法大師の生誕の地の四国に、お大師様が深いご縁で結ばれた不動様の霊場を開こうと、霊験ある不動明王が祀られていられる寺院36箇所が、平成元年（1989年）に結集し霊場を開いた。

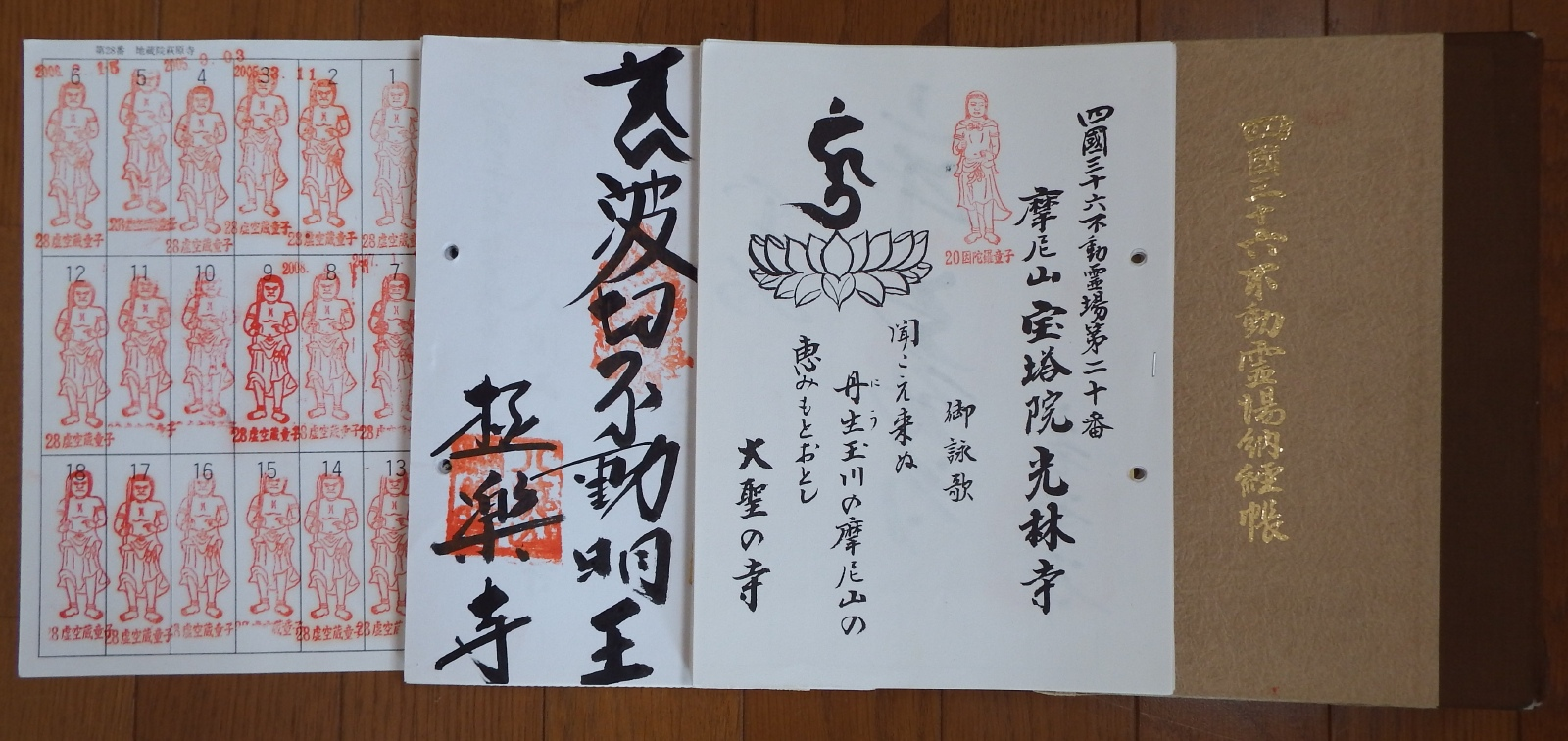
バインダー式納経帳

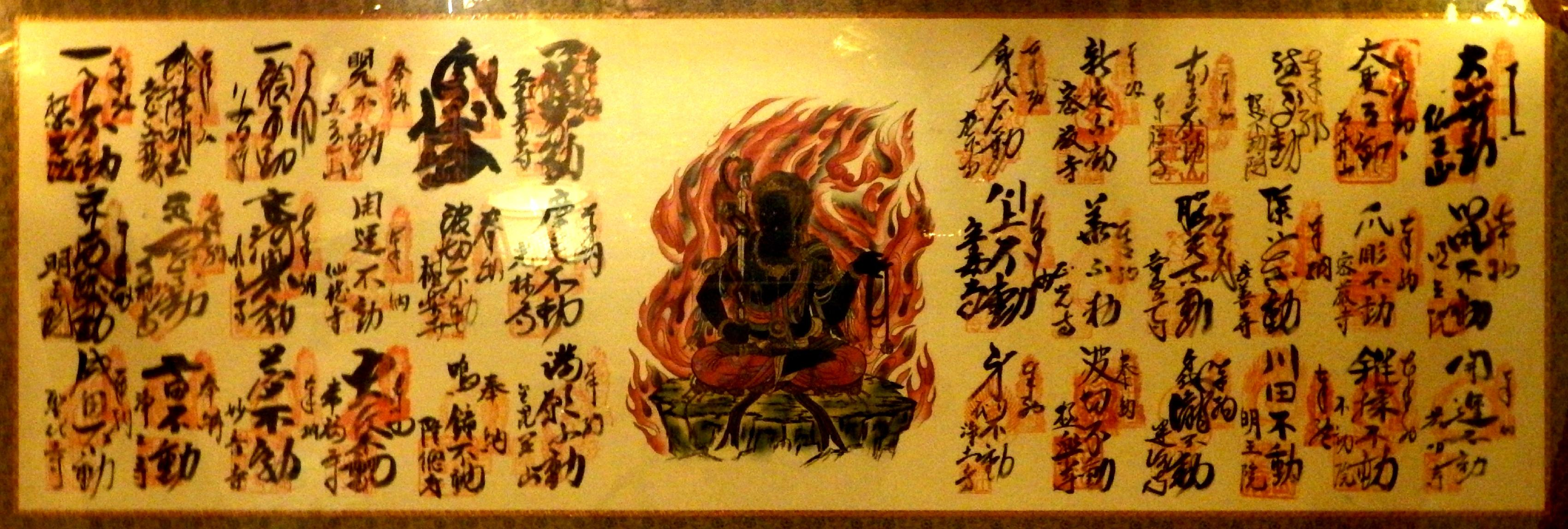
掛け軸

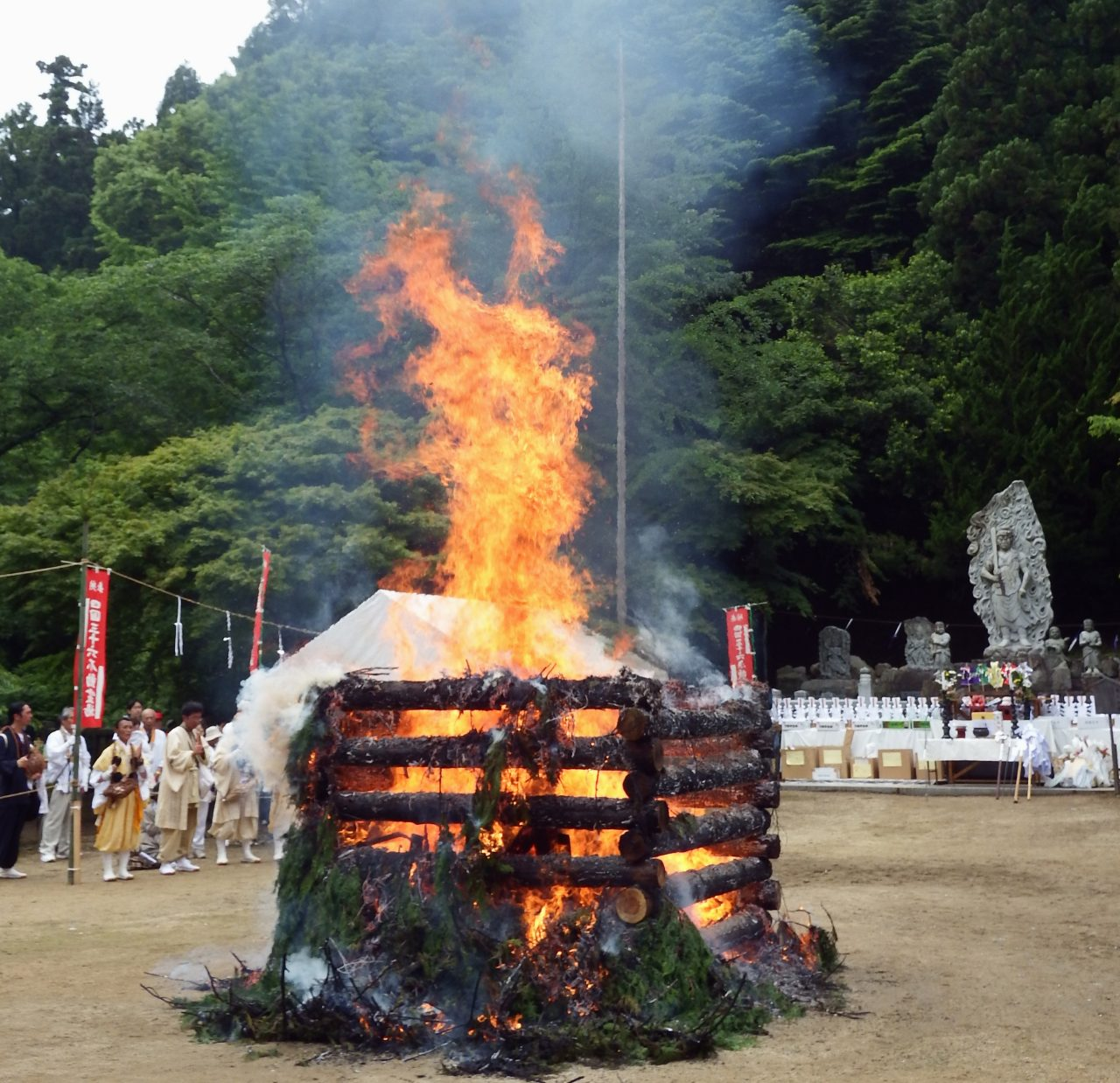
不動の火祭り（箸蔵寺）

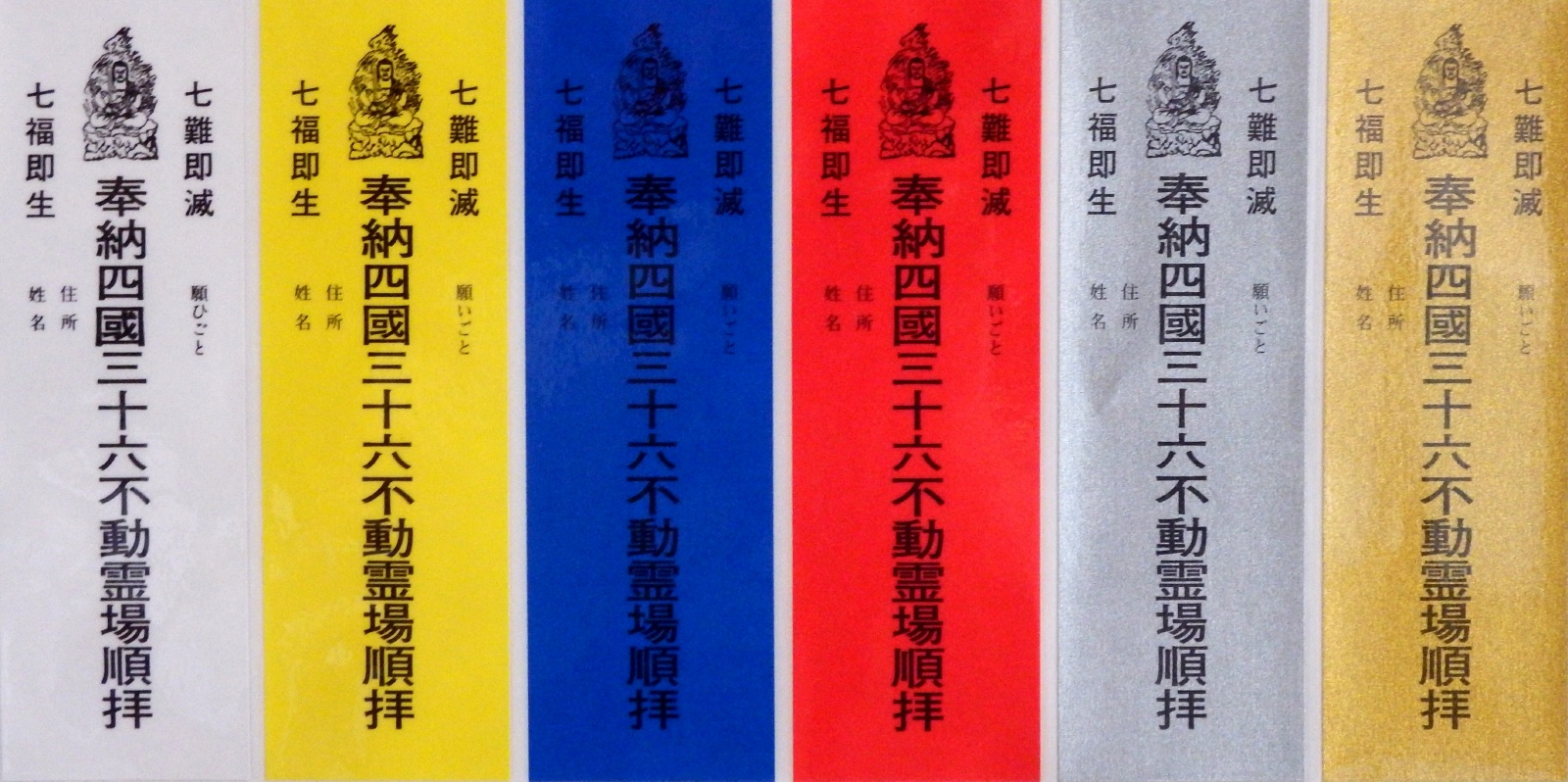
納札

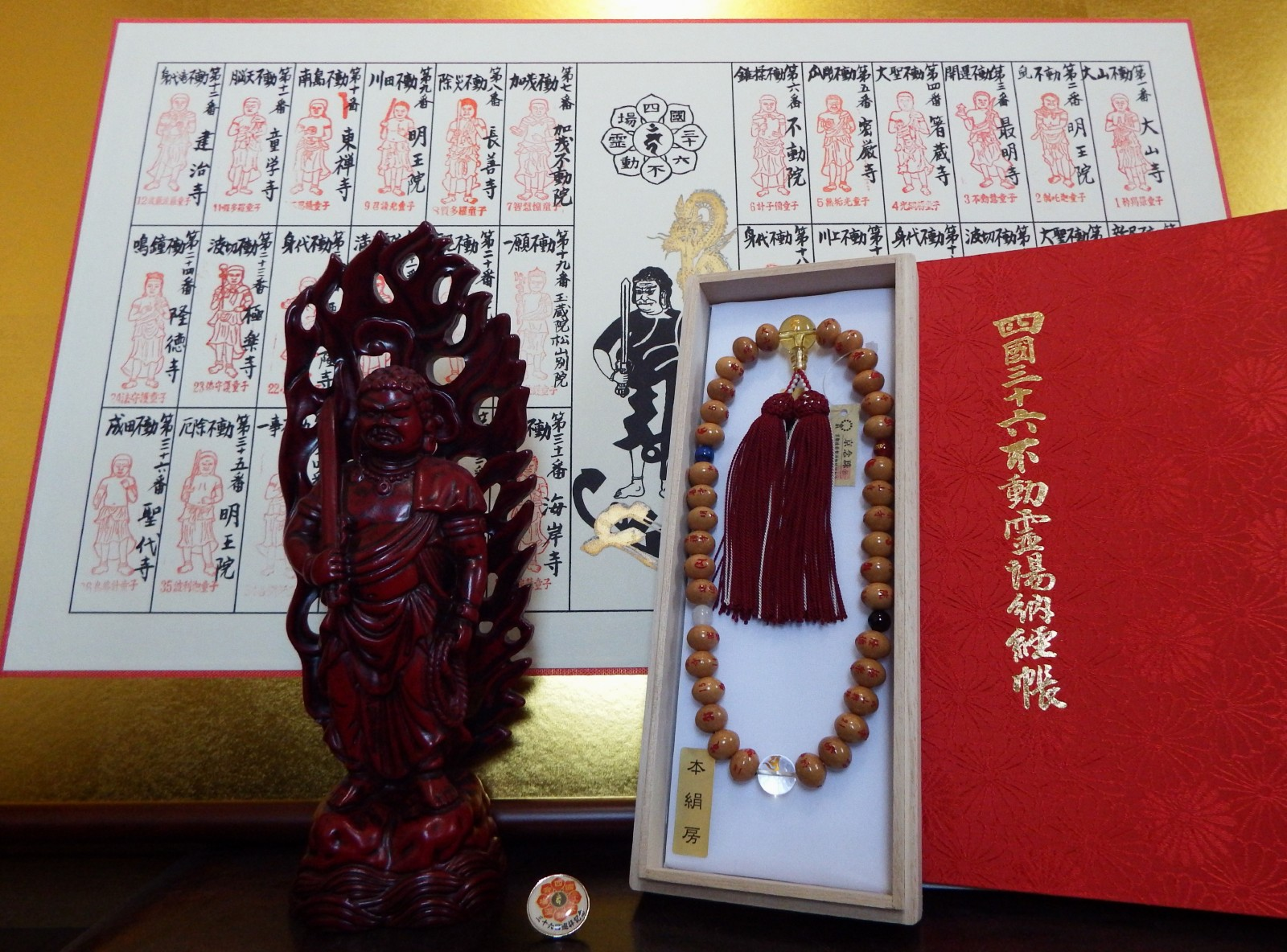
巡拝満願記念品

## 概要
各札所には36童子が割り振られ、それぞれの童子がお迎え童子石像として設置されている。参拝するお堂は、本堂本尊が不動明王の場合は本堂を、札所として不動堂（護摩堂）もあるところでは両方で、不動明王以外の本堂本尊の場合は不動堂（護摩堂）を参拝する。指導先達によって違いはあるが、四国八十八ヶ所の読経内容に加え、仏説聖不動経と各札所の童子名とその真言も唱える。大師堂の参拝は自由であるが、霊場会では参拝をすすめている。納経は、納経帳や掛け軸にも納経してもらえるが、ここ独自のバインダー表紙があり、初めての巡礼のとき、各寺ごとに2枚組の専用用紙で、1枚目の表には寺名・御詠歌を印刷し、その裏に墨書き朱印で納経したもの、2枚目は童子印を押す枠が36あるものが提供される。2回目以降は、童子印のみを押印してもらう。納経料はいずれも300円。また、各札所で1ピースずつ集めて作れるものに、「不動胸飾り」「不動成就セット」「不動念珠」「童子金カード」がある。なお、加茂不動院（7番）は、狭い車道を上ったところにあり、無住寺のため、麓の福性寺の本堂裏に遥拝所があり、納経も福性寺でする。
- 年中行事として、春には「不動の火祭り」と称し大柴灯護摩が行われ、誰でも参加でき、火渡りや、餅まきがある。
- 四国三十六不動霊場のオリジナル不動納札は、巡拝回数により納札の色が変わる。：1～9回 白、10～19回 黄、20～35回 青、36～71回 赤、72～107回 銀、108～143回 金、錦札144回以上となっている。

贈呈品
- 10回巡拝満願記念品：寿山石不動明王尊像（総高25ｃｍ）
- 20回巡拝満願記念品：四国三十六童子御印譜額装
- 36回巡拝満願記念品：感謝状、赤い表紙の「納経帳赤バインダー」、満願記念満願念珠、36回巡拝満願記念バッジ
- その後、72回で「黄色バインダー」を、108回で「錦色バインダー」が贈呈される[2]。

## 公認先達
年1度、秋ころ霊場会による先達会が行われ、行事として、新任・昇補の任命、物故者法要、研修講演、そして親睦会がある。
先達規定
四国八十八箇所や四国別格二十霊場と同様に先達制度があり、信徒を獲得して不動霊場を3回以上巡拝先導して興隆に寄与せし者にして、霊場寺院住職の推薦により公認先達の資格を得る。
昇進は権中と中先達へは前称号補任後2ヶ年および3回以上巡拝のこと、かつ、不動の火祭り大祭に1回以上参加し協力することである。権大と大先達へは前称号補任後3ヶ年および5回以上巡拝、大先達にはさらに累計で計36回以上の巡拝と霊場会総会の決議を要する。 霊場会総会の決議により昇補基準に満たないものでも特別に貢献した者は昇補ができる。
階級は先達（補任料3万円）、権中先達（1.5万円）、中先達（2万円）、権大先達（5万円）、大先達（8万円）、特任大先達（20万円）で、袈裟の色が階級により違っていて、先達は白、権中と中は黄、権大と大先達は紫、特任は赤である。

### 霊場会役員
任期は、令和5年（2023年）10月1日から令和8年（2026年）9月30日まで。
- 会長・5番密厳寺
- 事務局・2番明王院
- 会計・13番密厳寺
- 先達事務・26番仙龍寺
- 営業企画・23番極楽寺
- 開発推進企画・6番不動院

## 霊場一覧
| 札番 | 寺院名                     | 宗派               | 不動名称   | 童子名       | 所在地                            |
| ---- | -------------------------- | ------------------ | ---------- | ------------ | --------------------------------- |
| 1    | 仏王山玉林院大山寺         | 真言宗醍醐派       | 大山無動   | 矜羯羅童子   | 徳島県板野郡上板町大山            |
| 2    | 磨日山慈眼寺明王院         | 高野山真言宗       | 鼠不動     | 制吒迦童子   | 徳島県阿波市阿波町谷島22          |
| 3    | 弥天山常光院最明寺         | 真言宗大覚寺派     | 開運不動   | 不動恵童子   | 徳島県美馬市脇町猪尻字西上        |
| 4    | 宝珠山真光院箸蔵寺         | 真言宗御室派       | 大聖不動   | 光網勝童子   | 徳島県三好市池田町州津字蔵谷      |
| 5    | 寶光山密厳寺               | 真言宗御室派       | 爪彫不動   | 無垢光童子   | 徳島県三好市池田町西山            |
| 6    | 秀盤山不動院               | 真言宗御室派       | 錘揉不動   | 計子爾童子   | 徳島県三好市井川町西井川          |
| 7    | 加茂不動院（福性寺奥の院） | 真言宗御室派       | 漆谷不動   | 智慧幢童子   | 徳島県三好郡東みよし町加茂宮ノ上  |
| 8    | 中本寺駅路山長善寺         | 真言宗御室派       | 除災不動   | 質多羅童子   | 徳島県三好郡東みよし町中庄        |
| 9    | 月光山明王院寳積寺         | 高野山真言宗       | 川田不動   | 召請光童子   | 徳島県吉野川市山川町井上214       |
| 10   | 摩尼山長嚴院東禅寺         | 真言宗大覚寺派     | 南島不動   | 不思議童子   | 徳島県名西郡石井町高川原南島459-1 |
| 11   | 東明山童学寺               | 真言宗善通寺派     | 脳天不動   | 羅多羅童子   | 徳島県名西郡石井町石井城ノ内605   |
| 12   | 大瀧山建治寺               | 東寺真言宗         | 身代瀧不動 | 波羅波羅童子 | 徳島県徳島市入田町金治230         |
| 13   | 降魔山密厳寺               | 高野山真言宗       | 新居不動   | 伊醯羅童子   | 徳島県徳島市不動本町1-258         |
| 14   | 向栄山正光寺               | 高野山真言宗       | 華不動     | 師子光童子   | 徳島県那賀郡那賀町平野妙見前37    |
| 15   | 八流山極楽寺               | 真言宗醍醐派       | 波切不動   | 師子慧童子   | 高知県安芸市赤野甲1771            |
| 16   | 天法山南光院極楽寺         | 真言宗醍醐派       | 身代不動   | 阿婆羅底童子 | 高知県高知市新屋敷1-5-20          |
| 17   | 朝日山宗安禅寺             | 臨済宗妙心寺派     | 川上不動   | 持堅婆童子   | 高知県高知市宗安寺598             |
| 18   | 護皇山天龍院浄土寺         | 真言宗醍醐派       | 身代不動   | 利車毘童子   | 愛媛県東温市下林1671              |
| 19   | 七宝山宝寿寺玉蔵院         | 信貴山真言宗       | 一願不動   | 法挾護童子   | 愛媛県松山市内宮町甲11-1          |
| 20   | 摩尼山寶塔院光林寺         | 高野山真言宗       | 摩尼不動   | 因陀羅童子   | 愛媛県今治市玉川町畑寺甲530       |
| 21   | 金毘羅山満願寺             | 高野山真言宗       | 満願不動   | 大光明童子   | 愛媛県今治市朝倉下甲145           |
| 22   | 仏法山仏眼院興隆寺         | 真言宗醍醐派       | 身代不動   | 小光明童子   | 愛媛県西条市丹原町古田1657        |
| 23   | 石鎚山極楽寺               | 石鎚山真言宗総本山 | 波切不動   | 佛守護童子   | 愛媛県西条市大保木4-36            |
| 24   | 鳴鐘山隆徳寺               | 高野山真言宗       | 鳴鐘不動   | 法守護童子   | 愛媛県新居浜市外山町7-9           |
| 25   | 五寳山睍壽院法津寺         | 真言宗御室派       | 睍不動     | 僧守護童子   | 愛媛県四国中央市土居町中村640     |
| 26   | 金光山遍照院仙龍寺         | 真言宗大覚寺派     | 開運不動   | 金剛護童子   | 愛媛県四国中央市新宮町馬立547     |
| 27   | 邦治山不動院椿堂常福寺     | 高野山真言宗       | 火伏不動   | 虚空護童子   | 愛媛県四国中央市川滝町下山        |
| 28   | 巨鼇山地蔵院萩原寺         | 真言宗大覚寺派     | 一願不動   | 虚空藏童子   | 香川県観音寺市大野原町萩原2742    |
| 29   | 七宝山持宝院本山寺         | 高野山真言宗       | 導不動     | 宝藏護童子   | 香川県三豊市豊中町本山甲1445      |
| 30   | 七宝山宝積院妙音寺         | 真言宗大覚寺派     | 夢不動     | 吉祥妙童子   | 香川県三豊市豊中町上高野1986      |
| 31   | 御盥山不動坊（海岸寺）     | 真言宗醍醐派       | 除障不動   | 戒光慧童子   | 香川県仲多度郡多度津町西白方997   |
| 32   | 美應山宝勝院天福寺         | 真言宗御室派       | 岡不動     | 妙空藏童子   | 香川県高松市香南町岡1077          |
| 33   | 高木山十楽院浄土寺         | 真言宗善通寺派     | 雷不動     | 普香王童子   | 香川県木田郡三木町井戸429         |
| 34   | 東流山神應寺繁昌院         | 真言宗善通寺派     | 一事不動   | 善儞師童子   | 香川県さぬき市寒川町神前1722-1    |
| 35   | 西寶山厄除不動明王院       | 単立真言宗         | 厄除不動   | 波利迦童子   | 香川県高松市西宝町2-855           |
| 36   | 成田山聖代寺               | 真言宗善通寺派     | 成田不動   | 烏婆計童子   | 香川県高松市屋島東町1322          |

## ギャラリー
霊場としての信仰対象の不動明王が鎮座していると思われるお堂を掲載した。

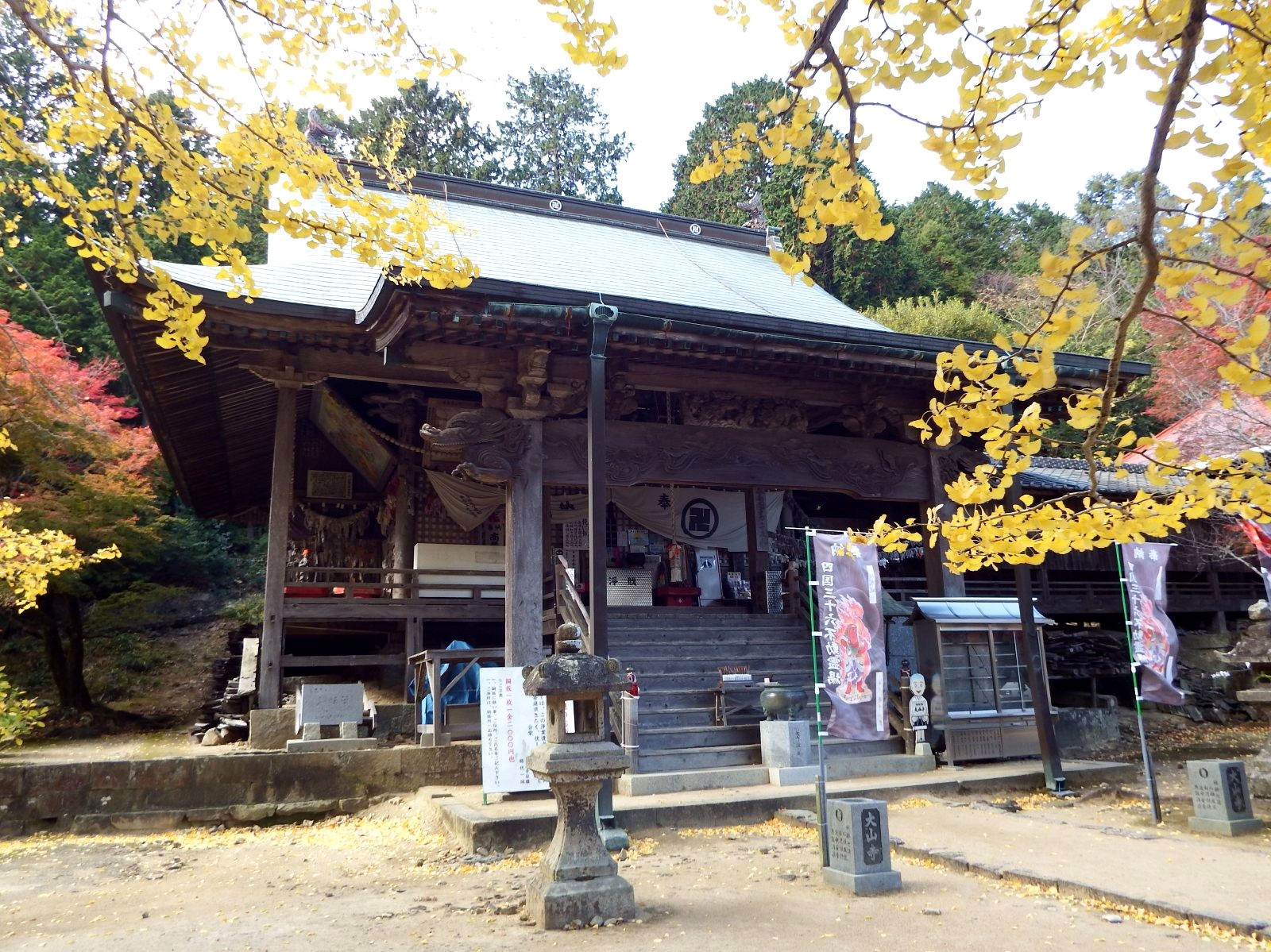
大山寺（1番）本堂右脇陣
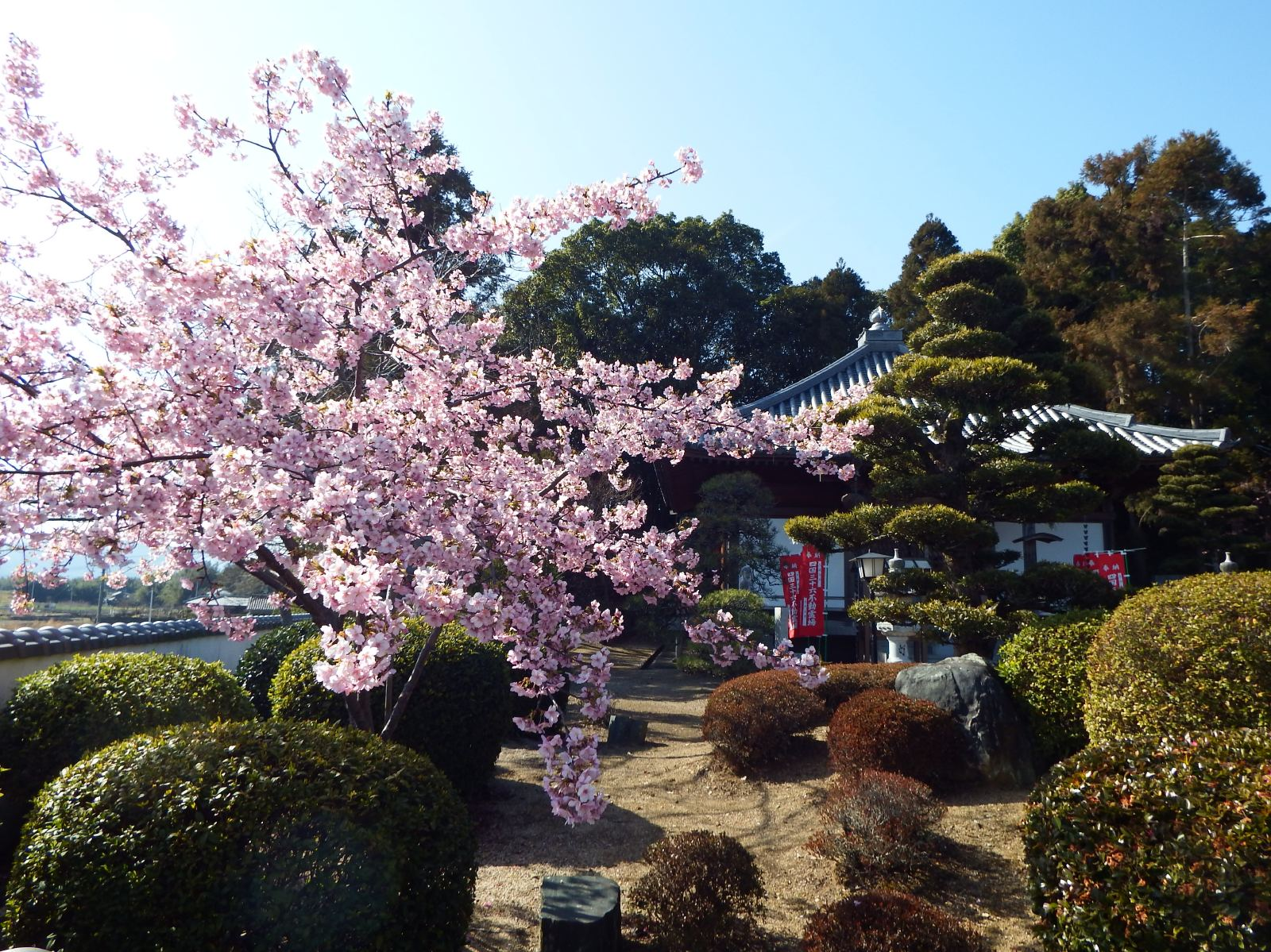
明王院（2番）不動堂本尊
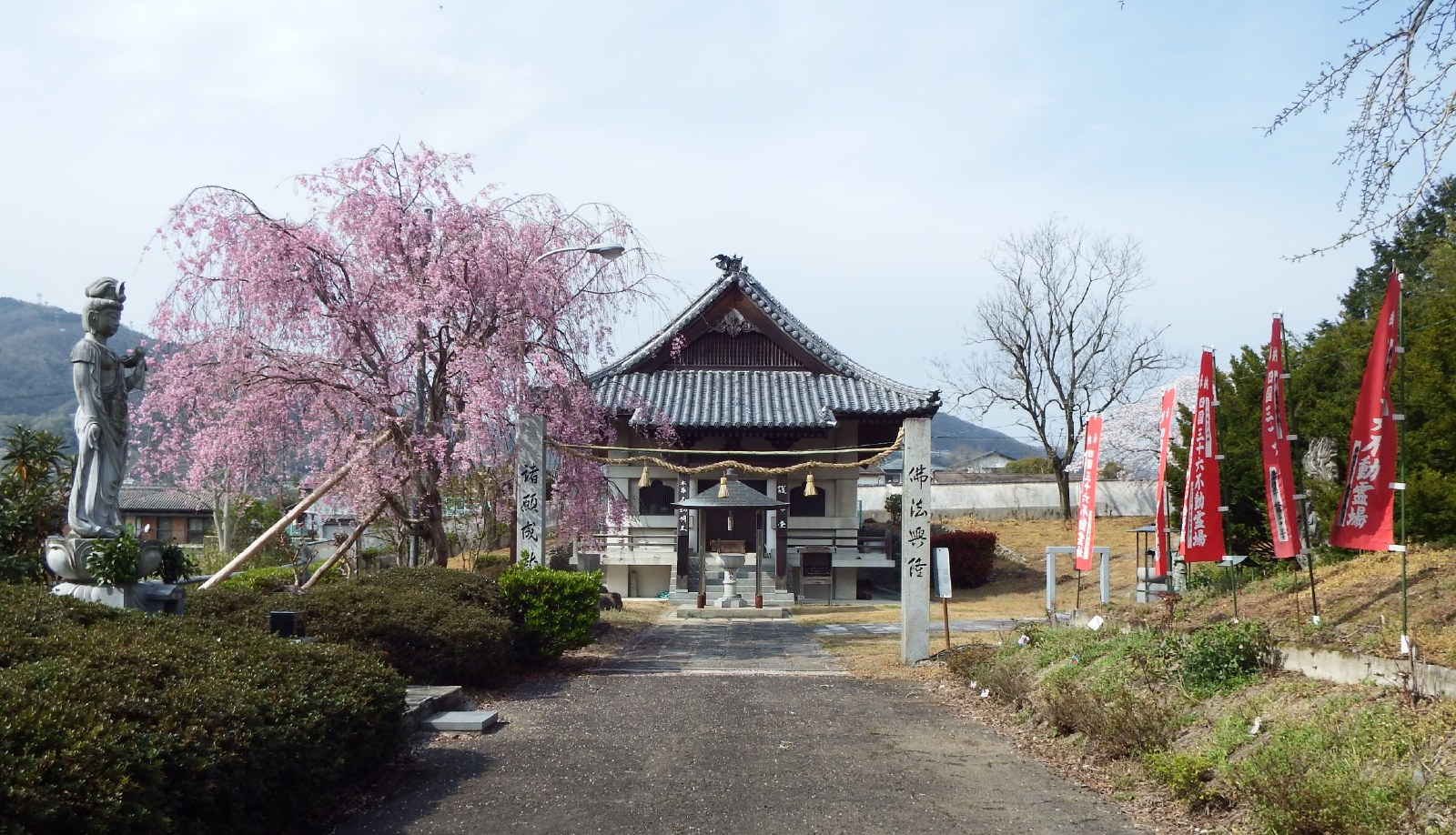
最明寺（3番）護摩堂本尊
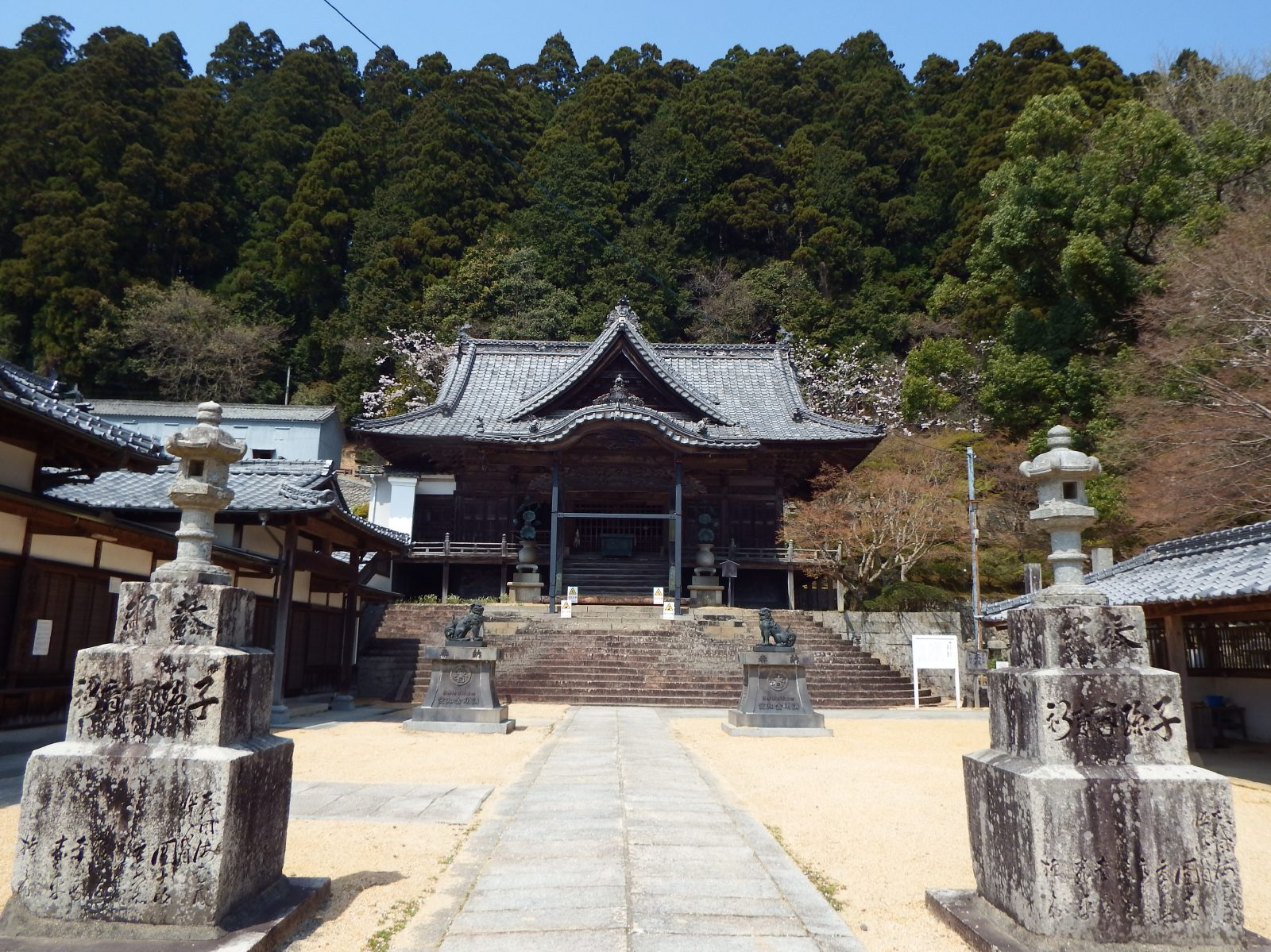
箸蔵寺（4番）護摩殿本尊
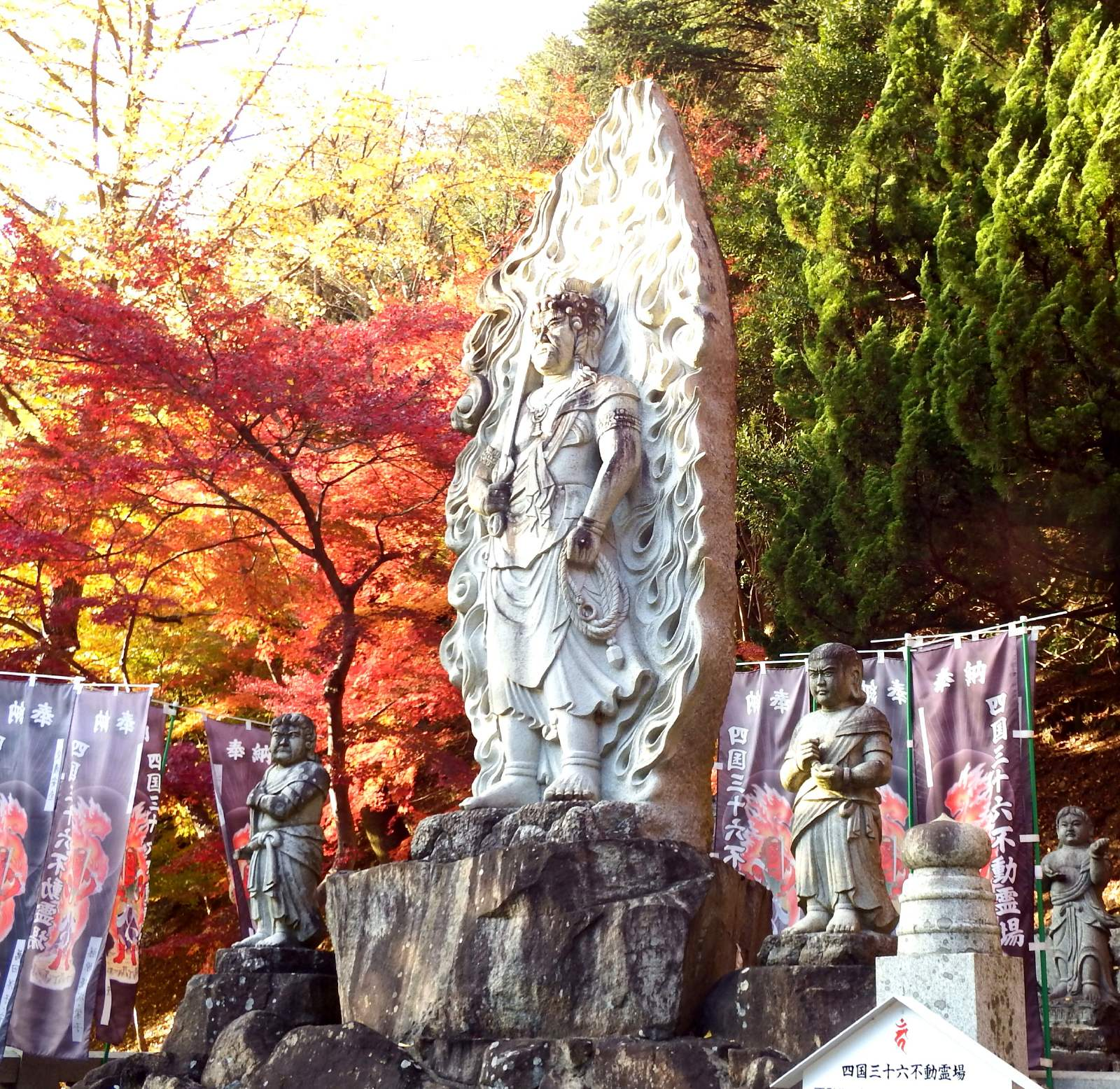
箸蔵寺の不動明王
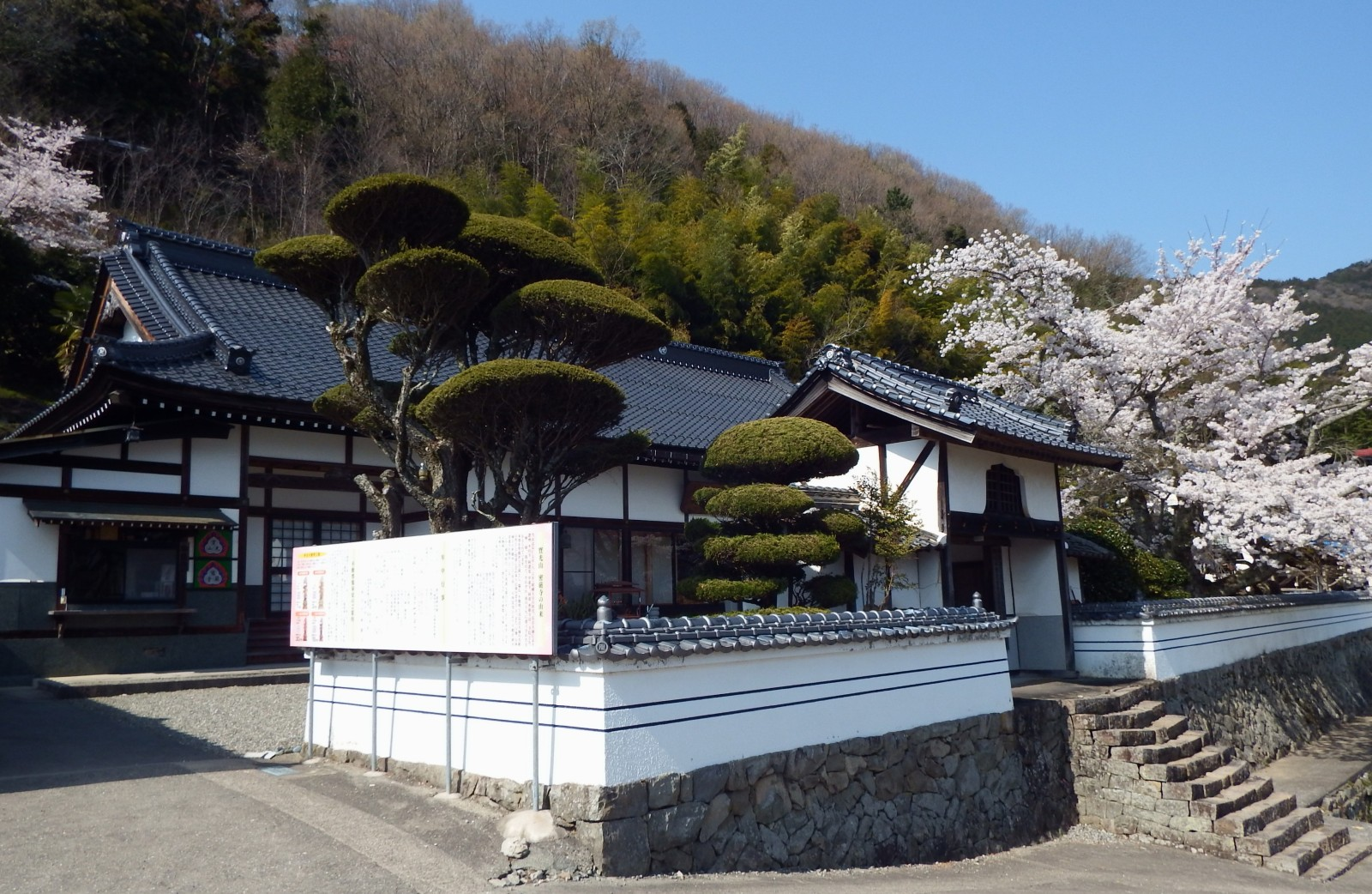
密厳寺（5番）本堂本尊
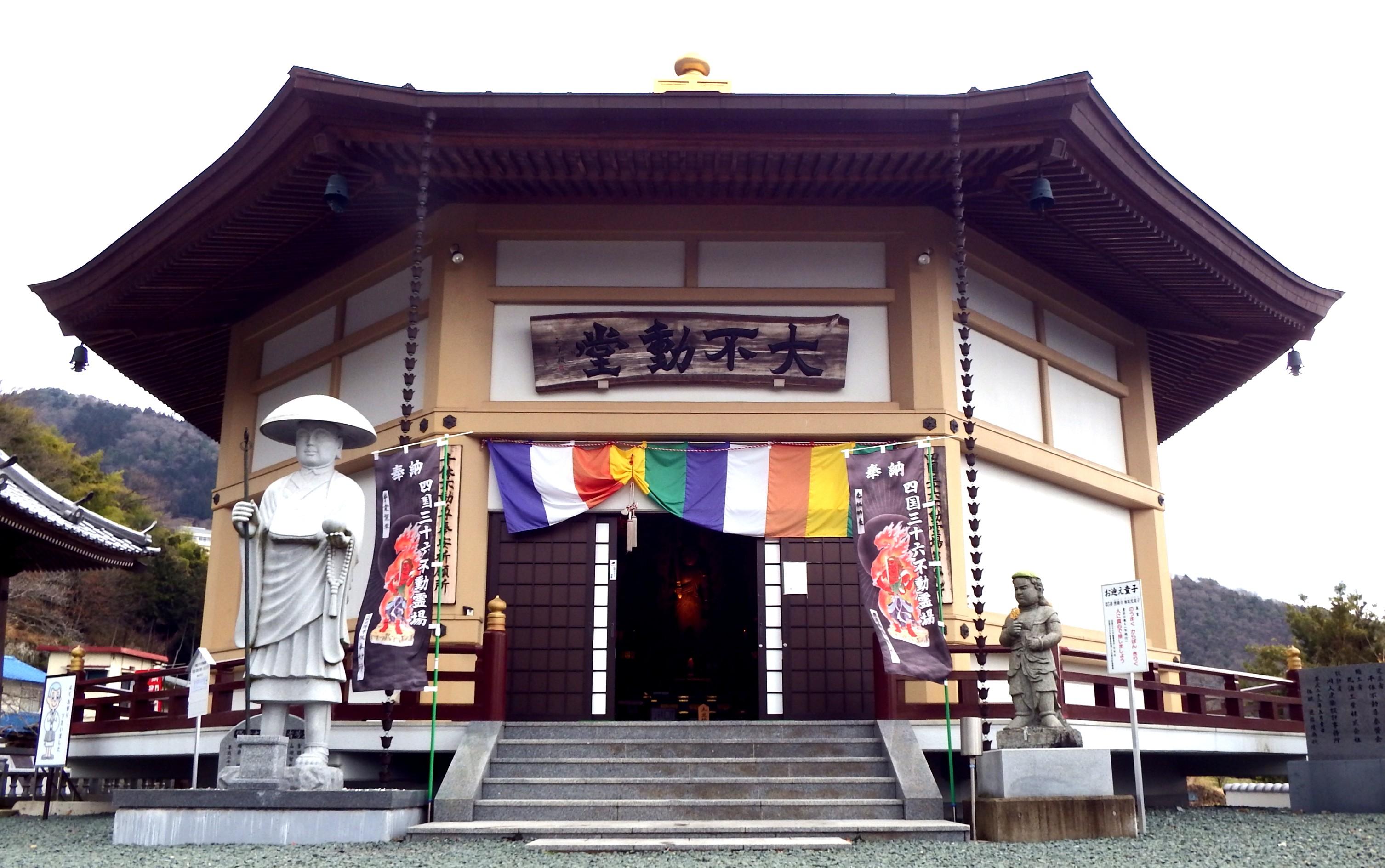
密厳寺（5番）八角不動堂本尊
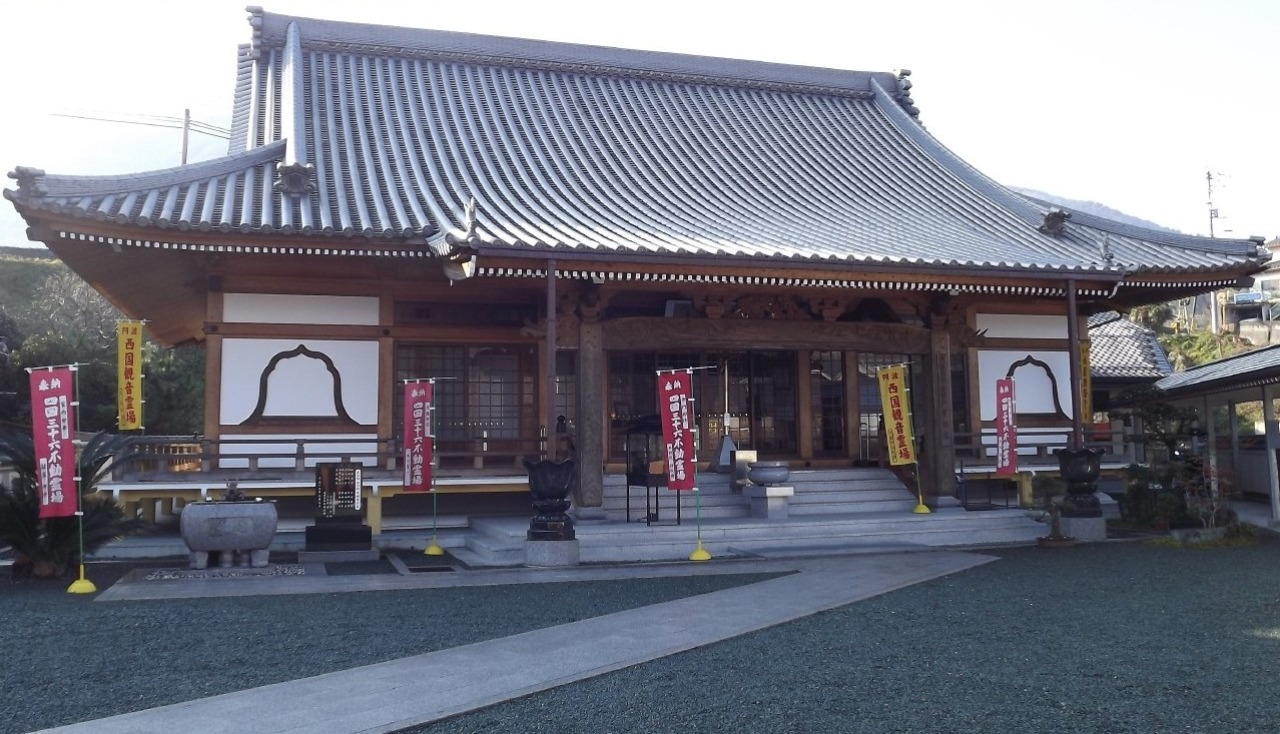
不動院（6番）本堂本尊
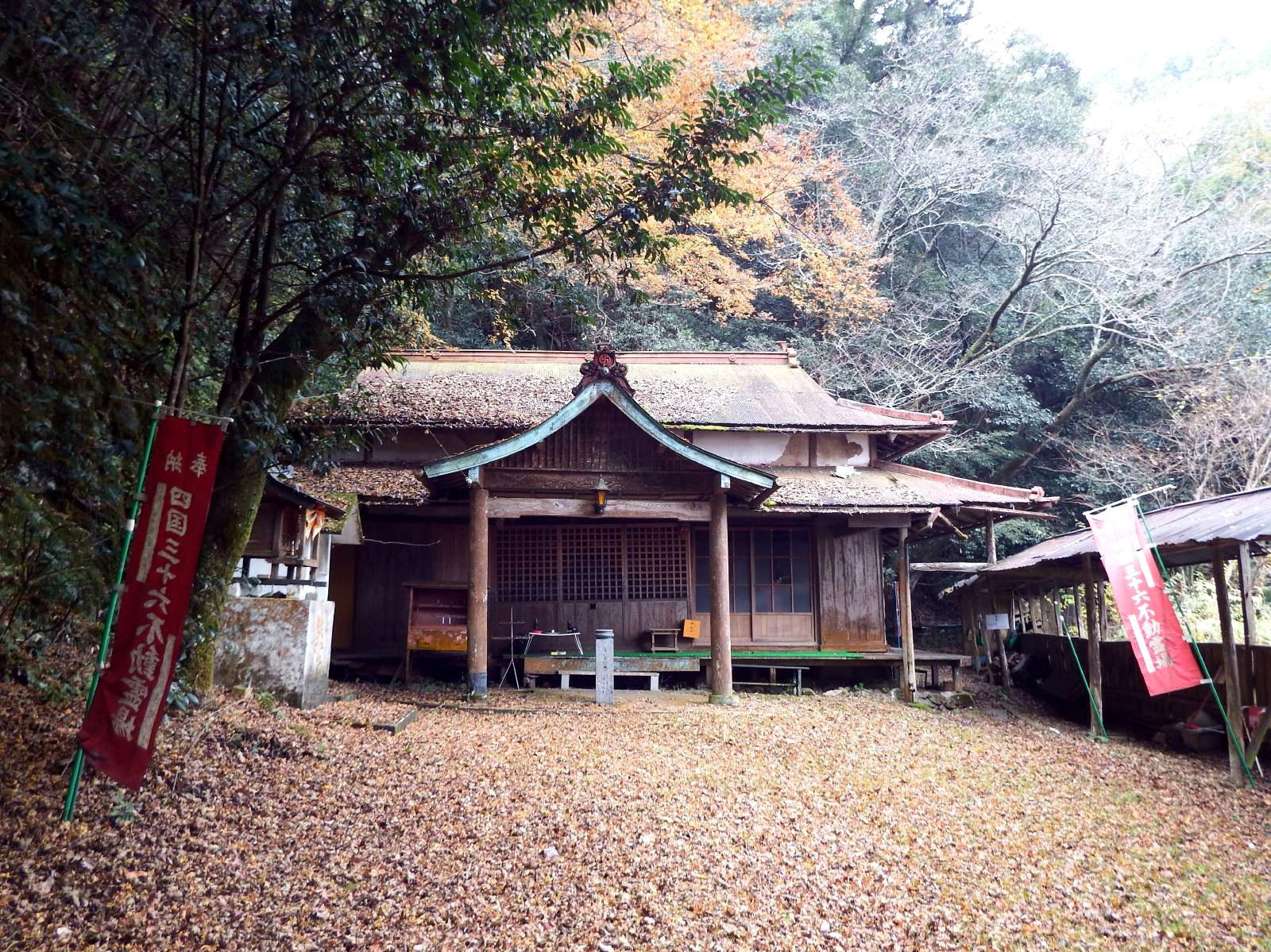
加茂不動院（7番）本堂本尊
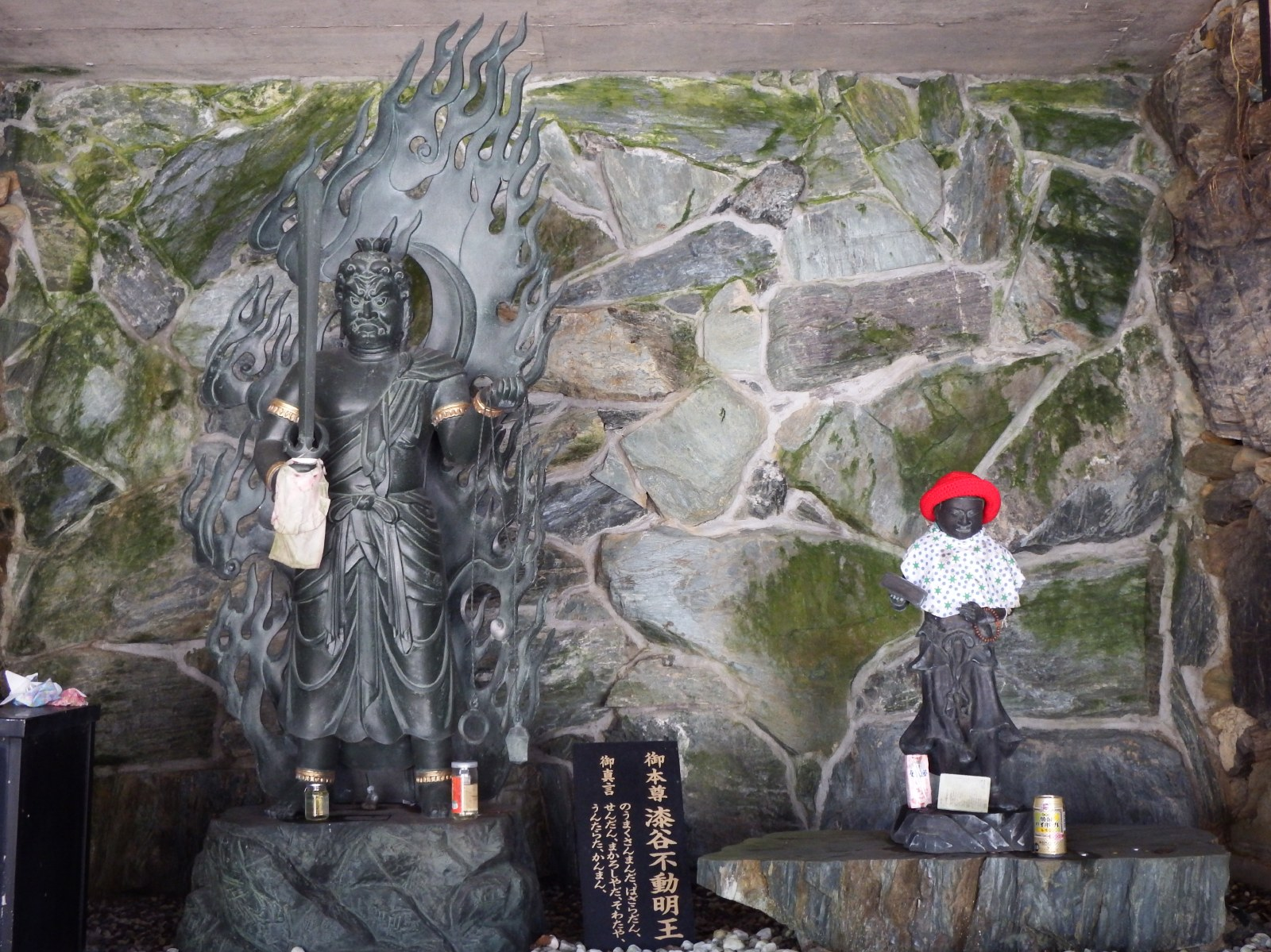
福性寺にある加茂不動院の遥拝所
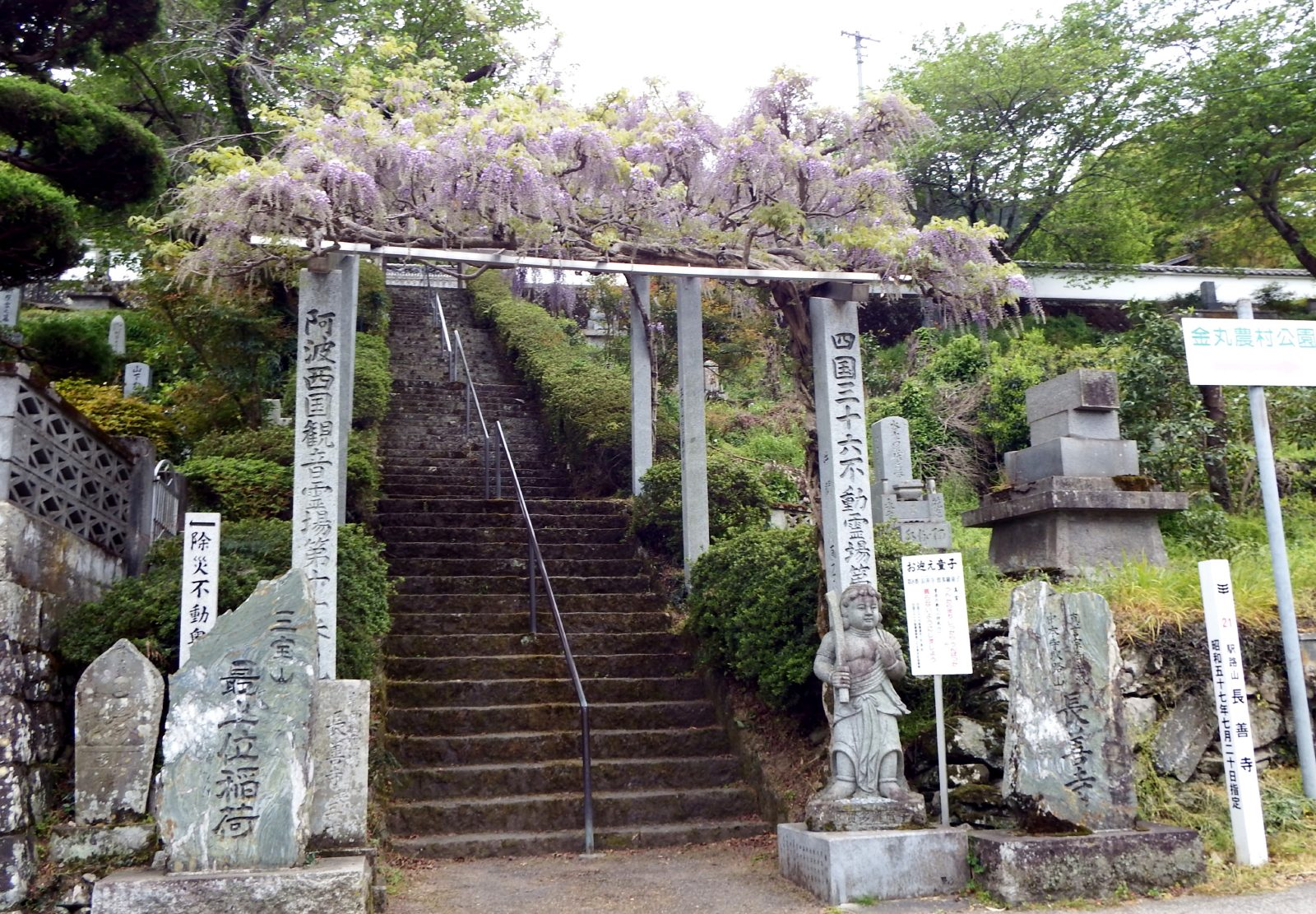
長善寺（8番）本堂左脇陣
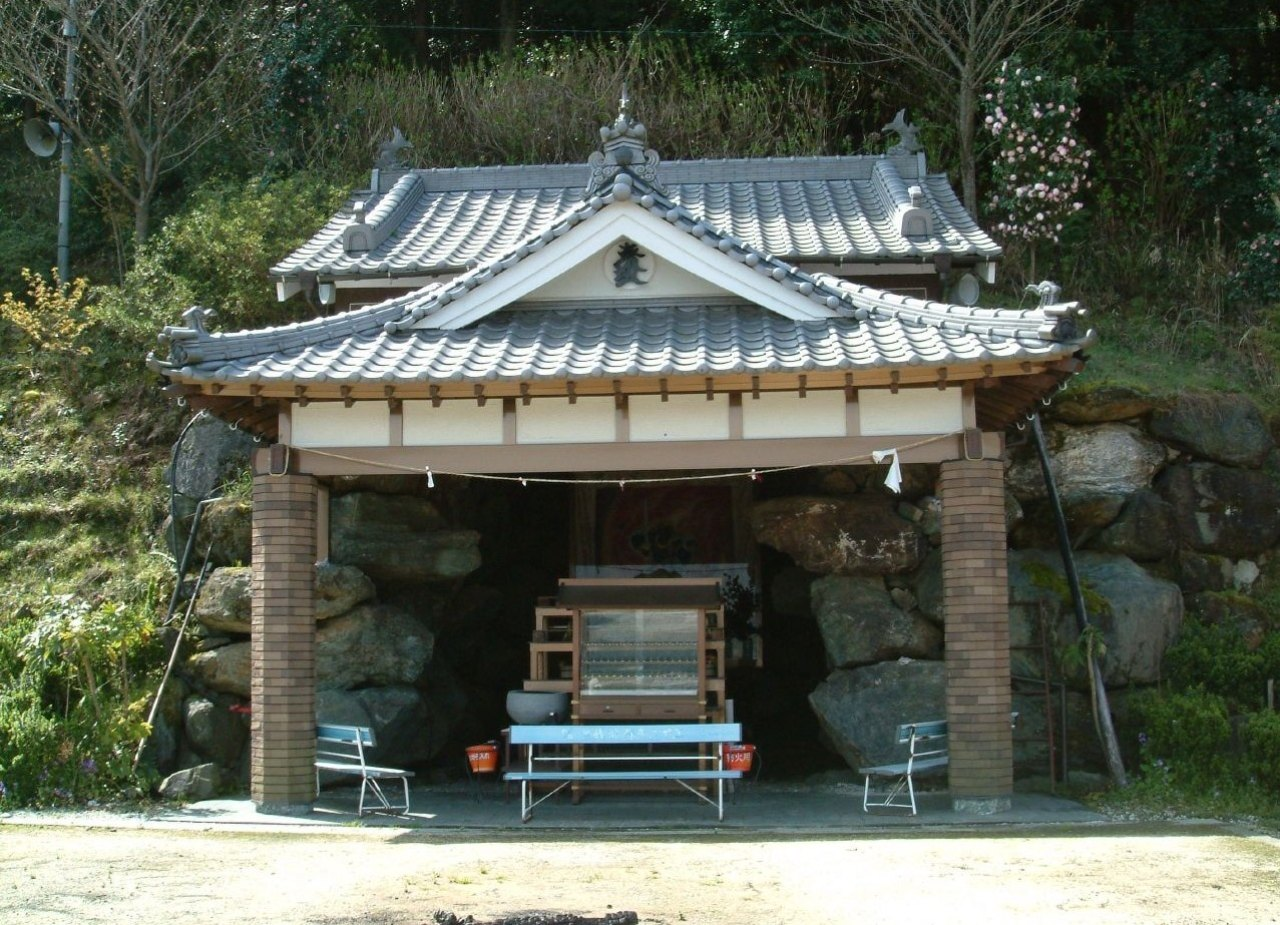
長善寺（8番）不動奥ノ院
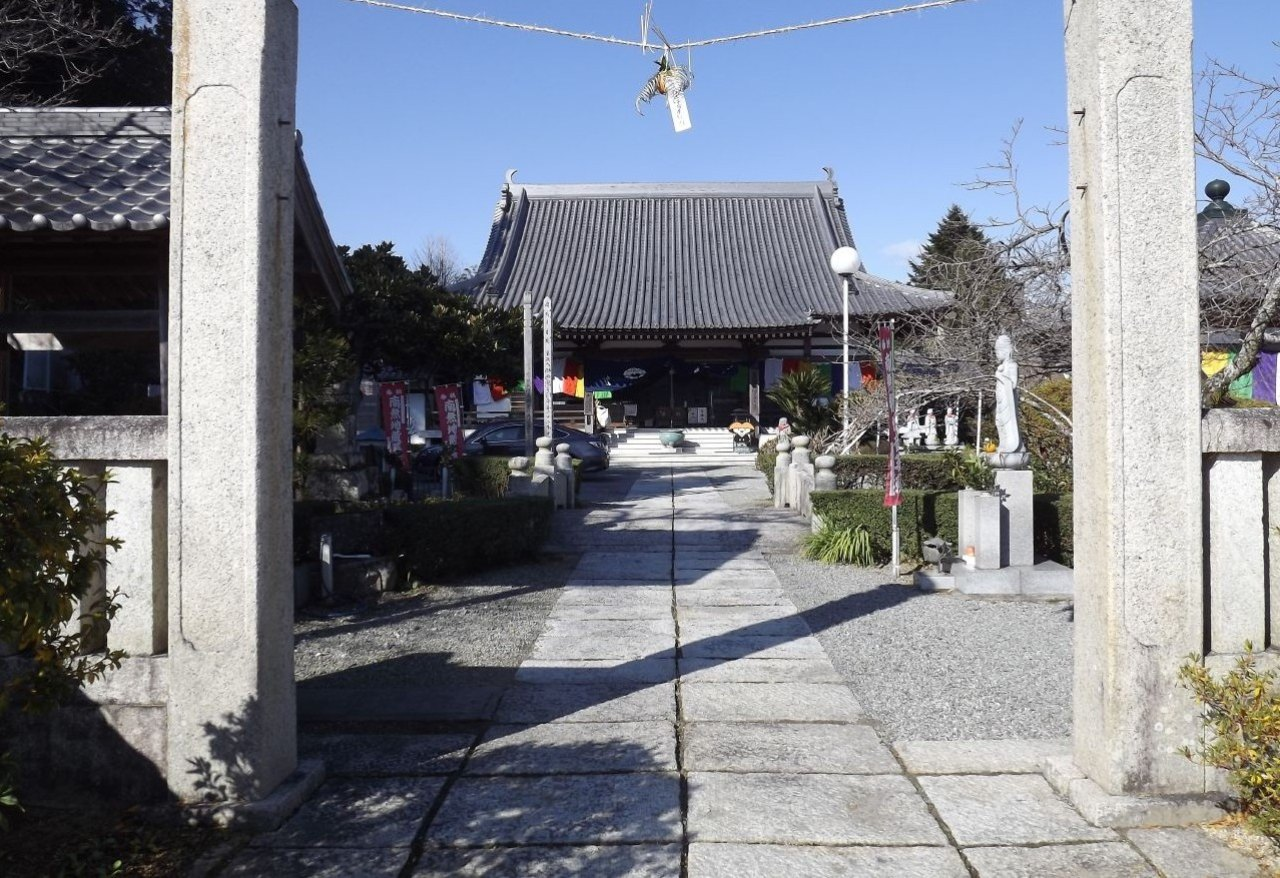
明王院（9番）本堂本尊
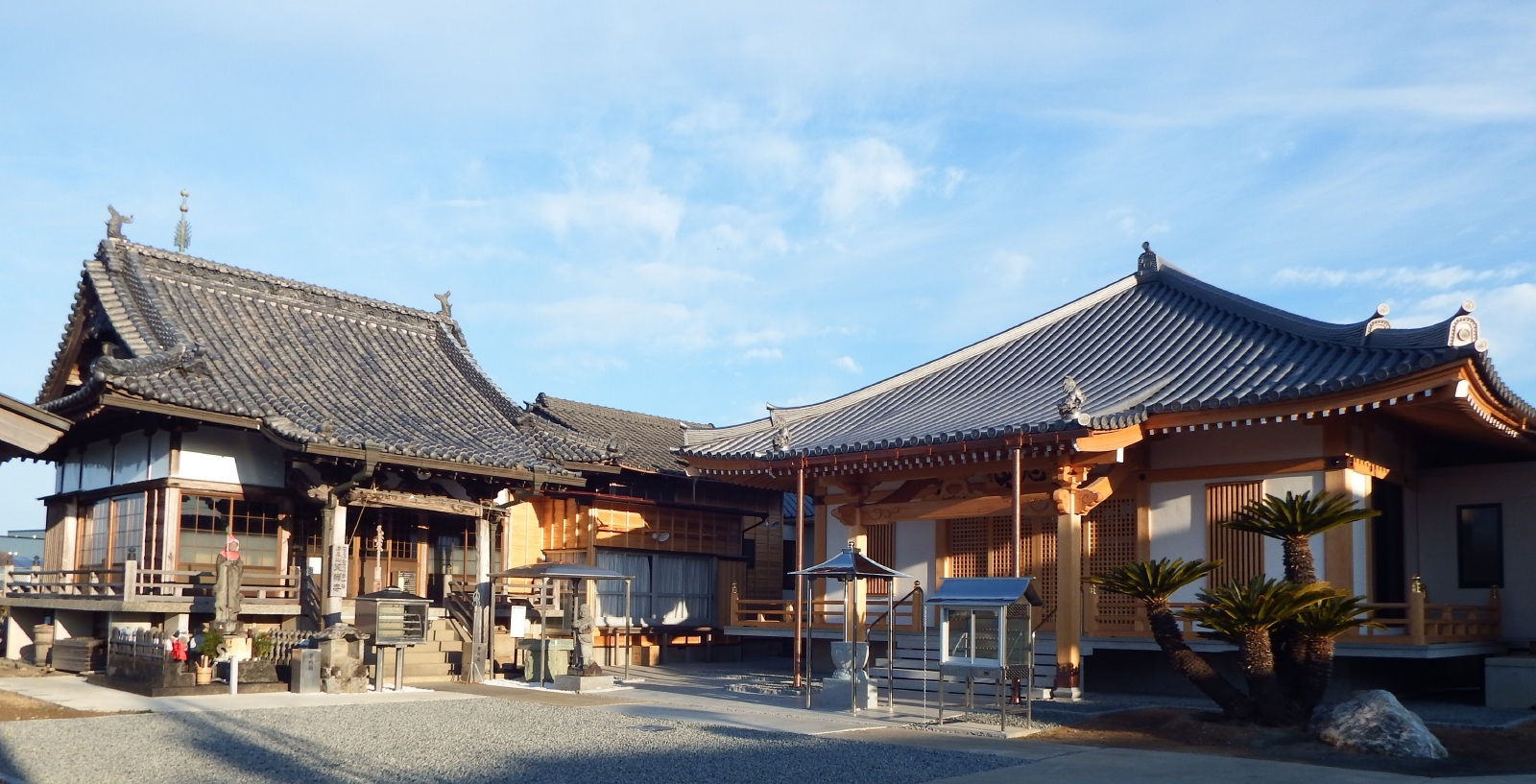
東禅寺（10番）不動堂の本尊
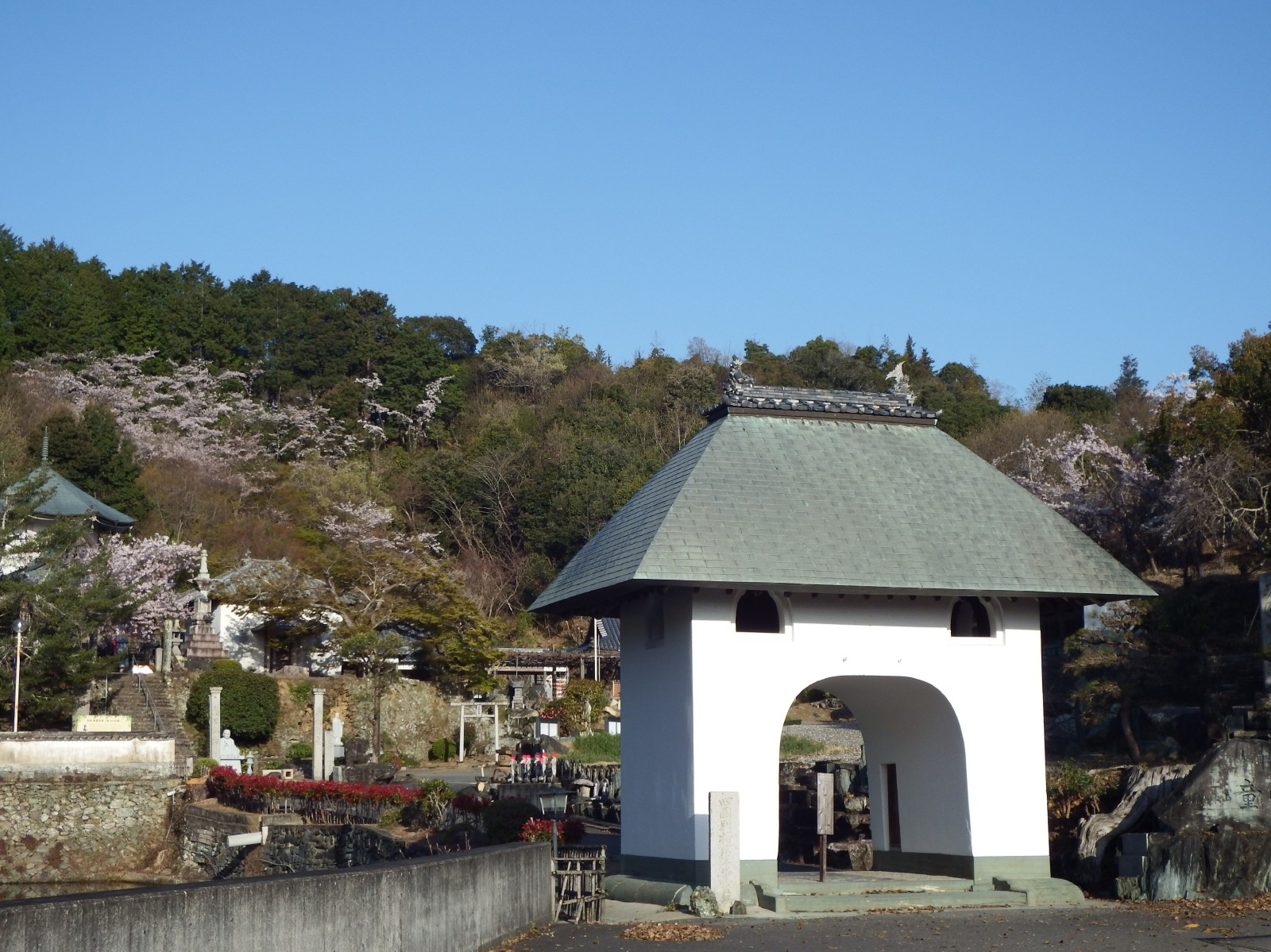
童学寺（11番）
童学寺の脳天不動祠
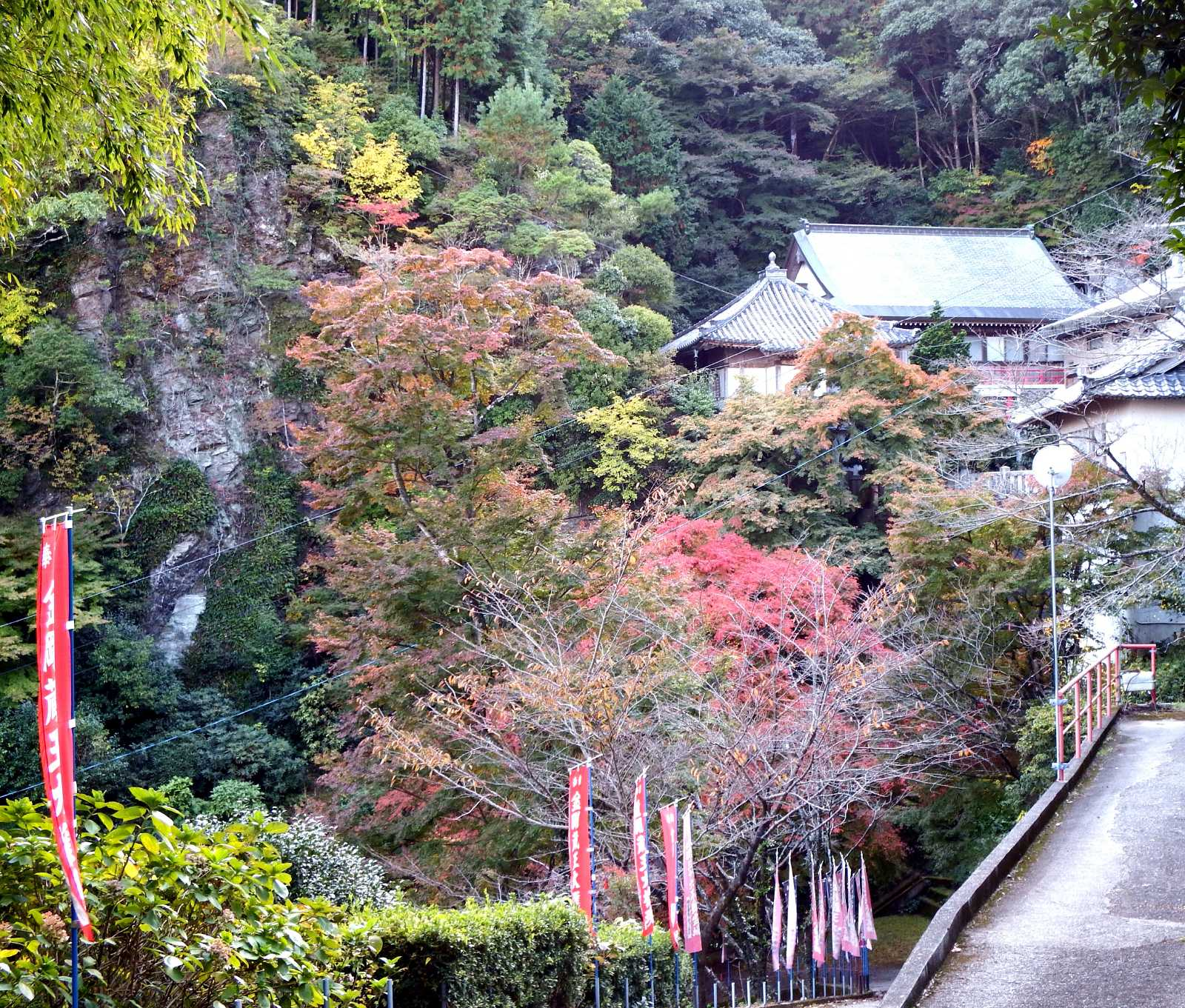
建治寺（12番）本堂左脇陣
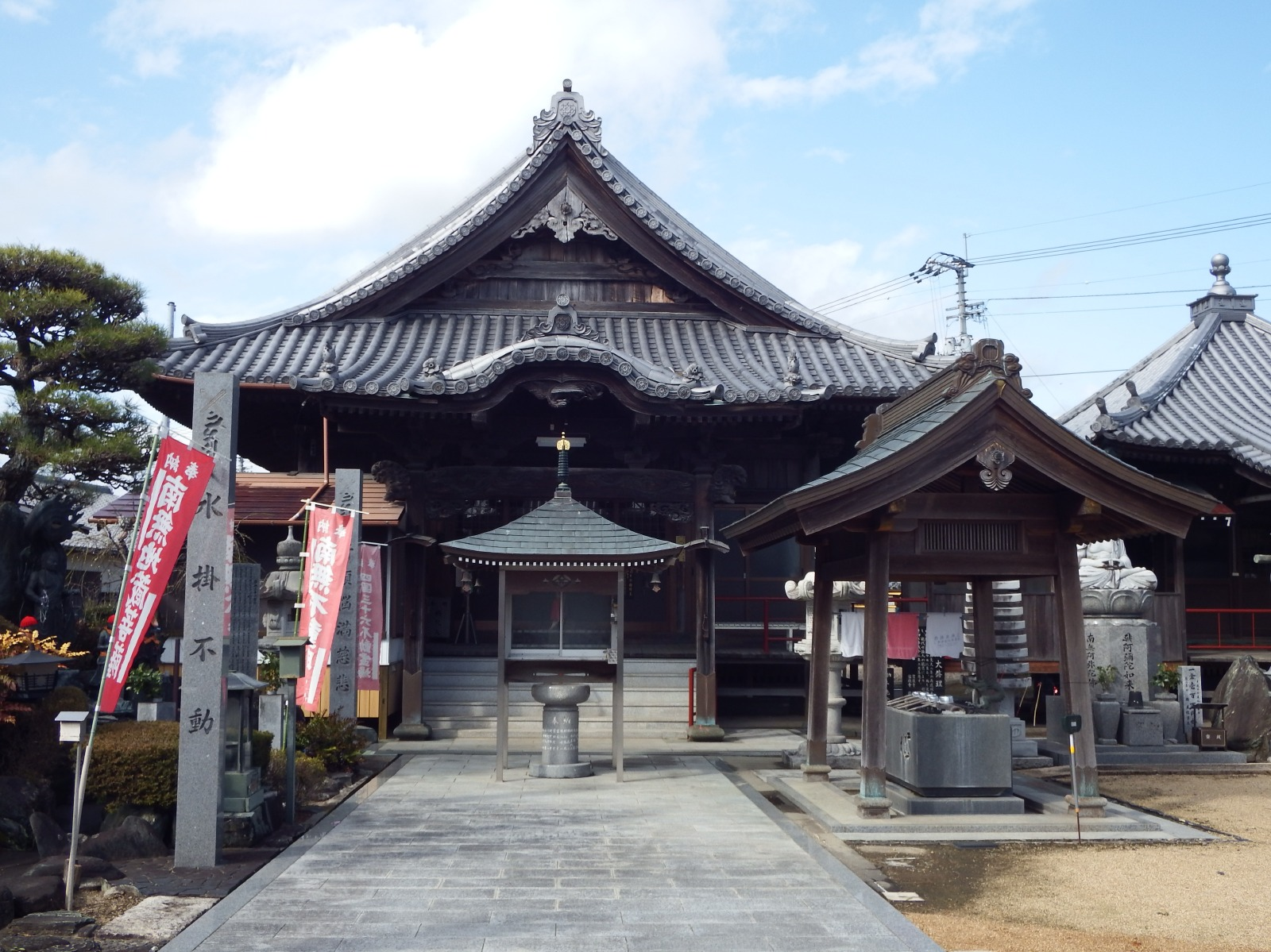
密厳寺（13番）本堂本尊
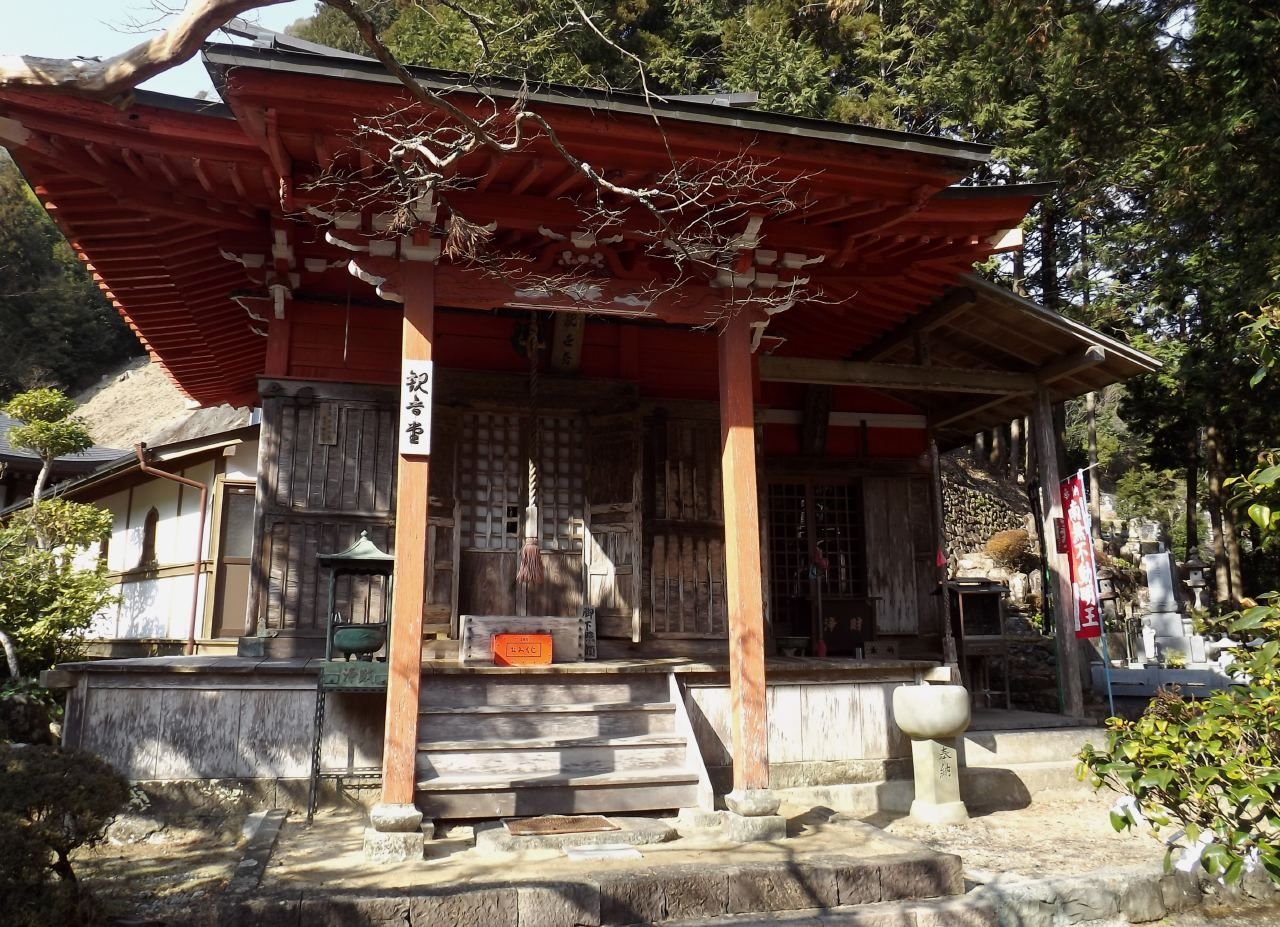
正光寺（14番）右側が不動堂
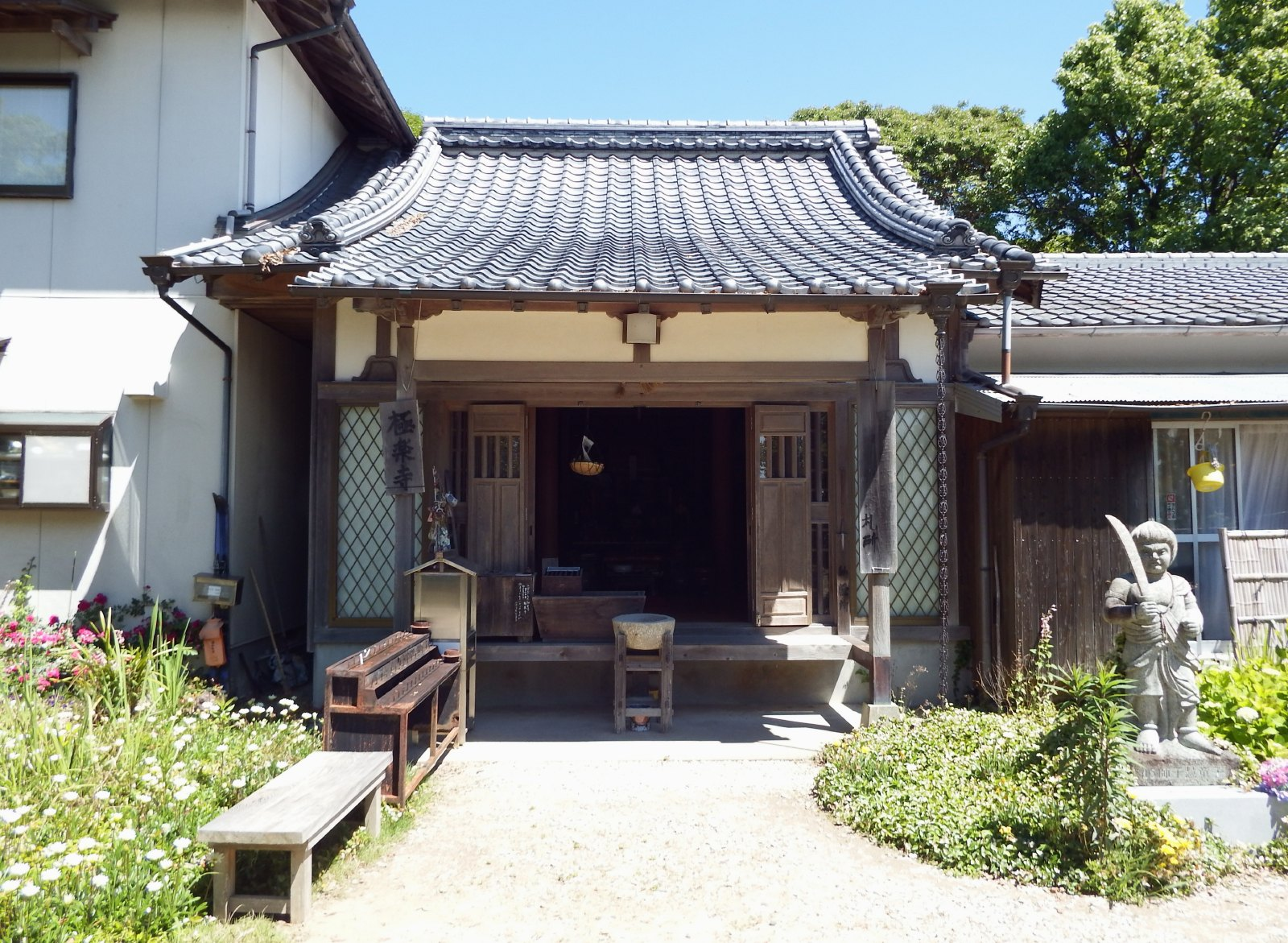
極楽寺（15番）本堂本尊
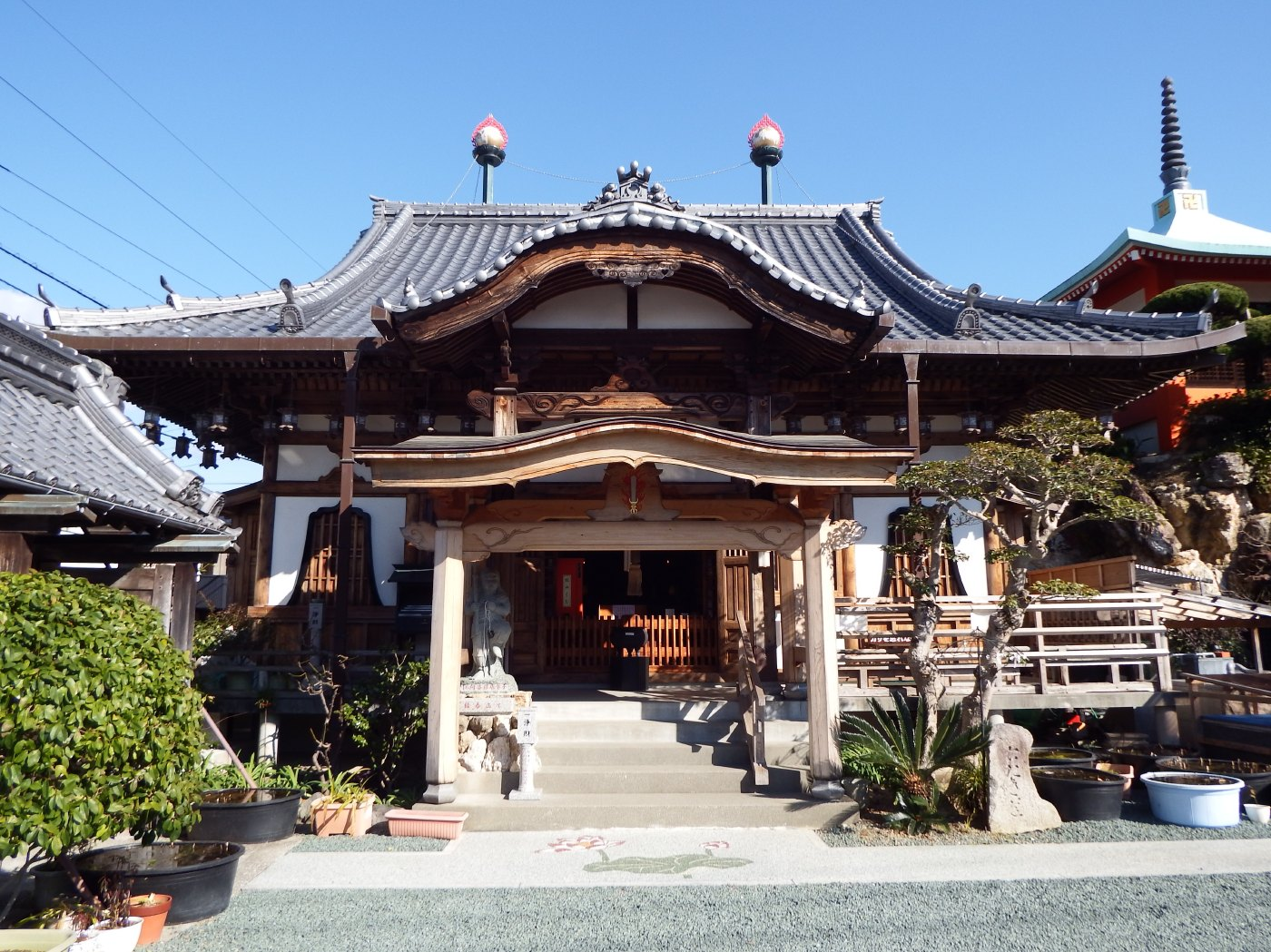
極楽寺（16番）本堂本尊
宗安禅寺（17番）不動堂本尊
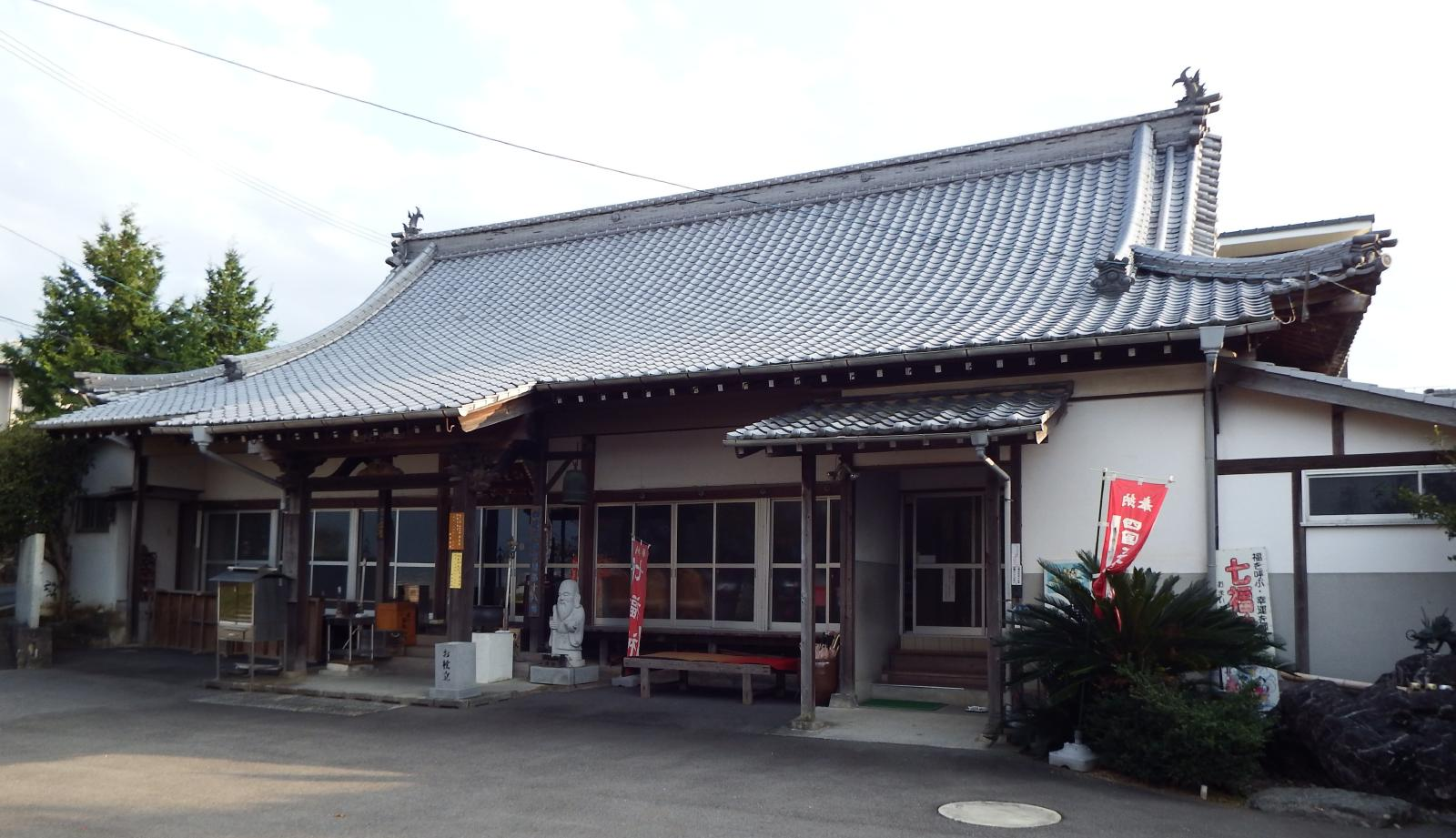
浄土寺（18番）本堂
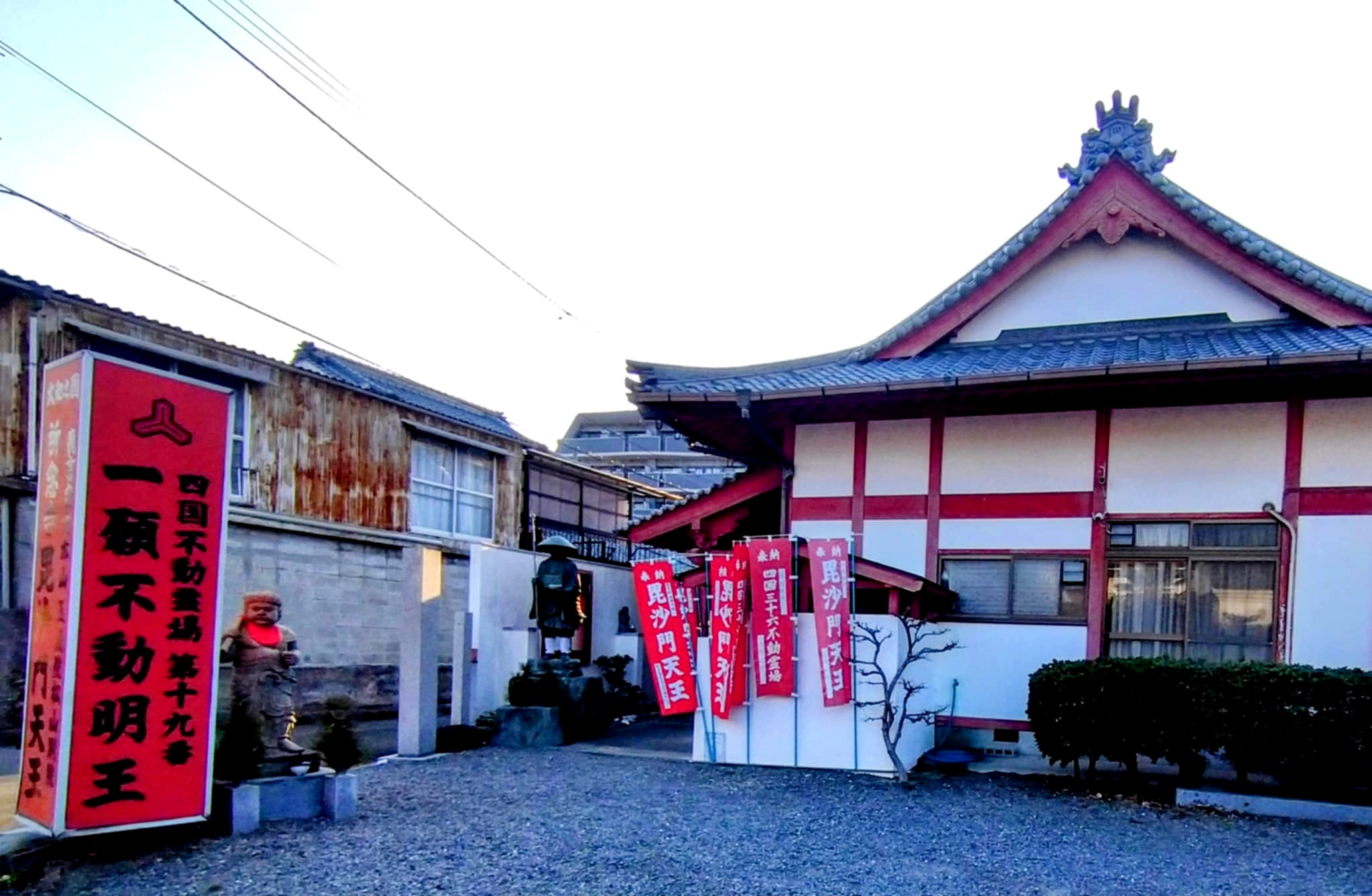
玉蔵院（19番）本堂左脇陣
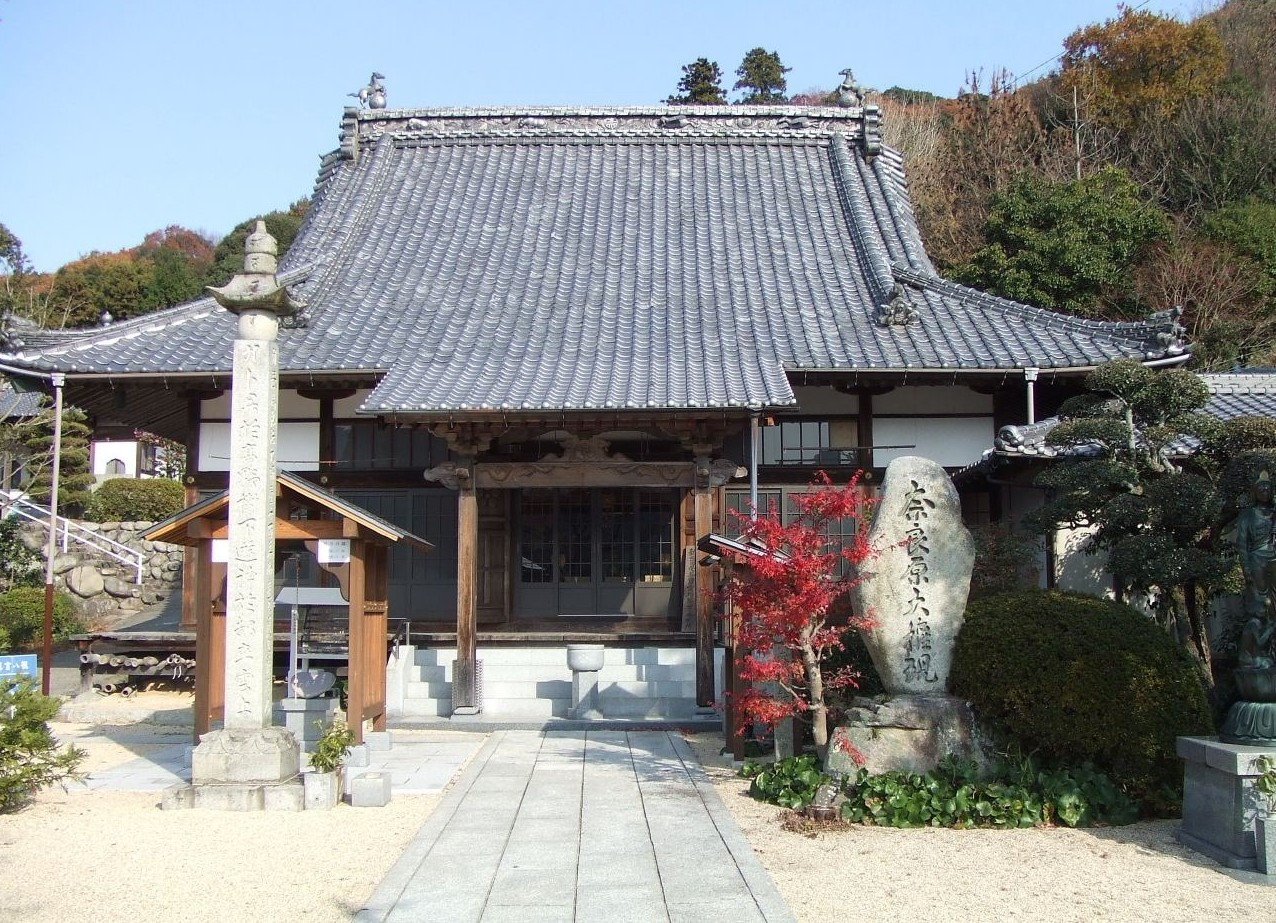
光林寺（20番）本堂本尊
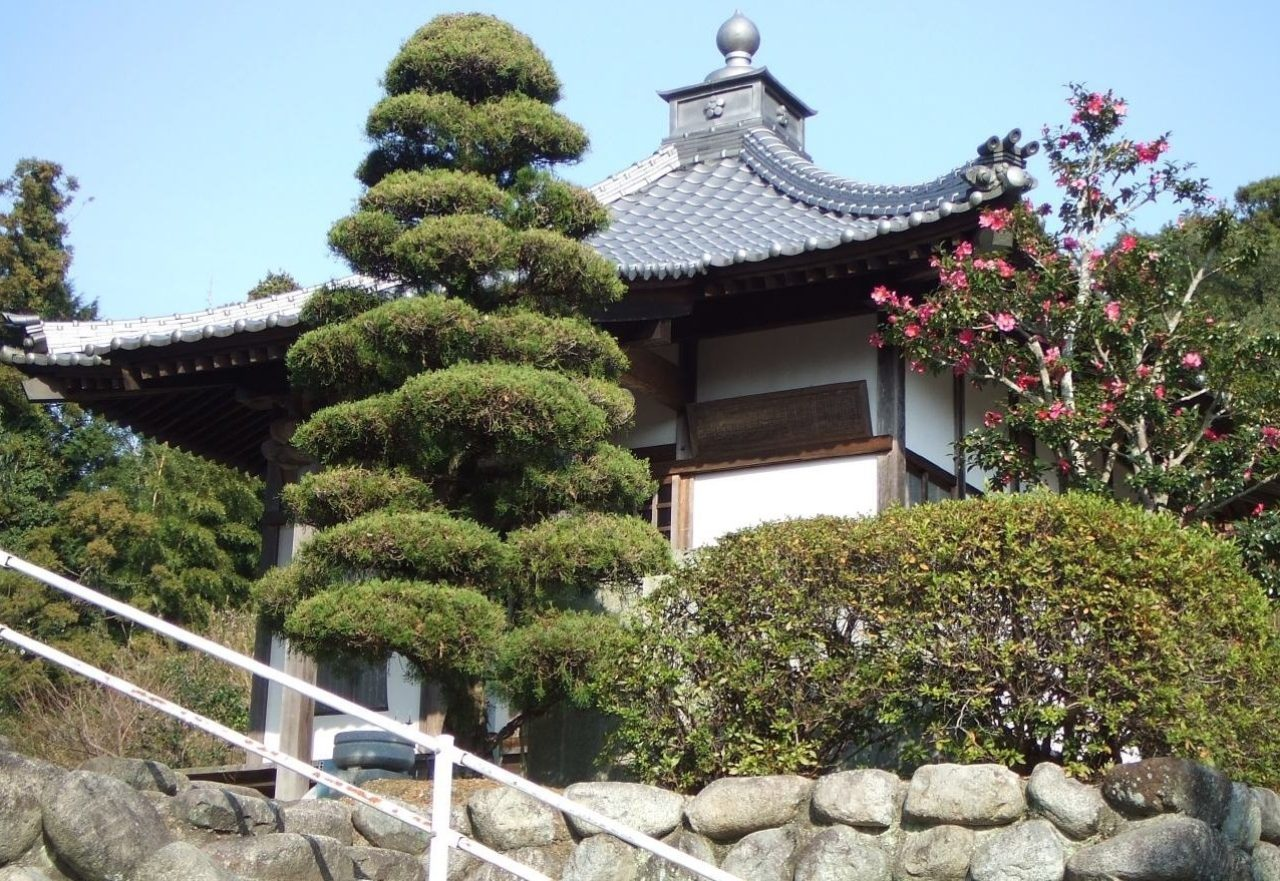
光林寺（20番）護摩堂本尊
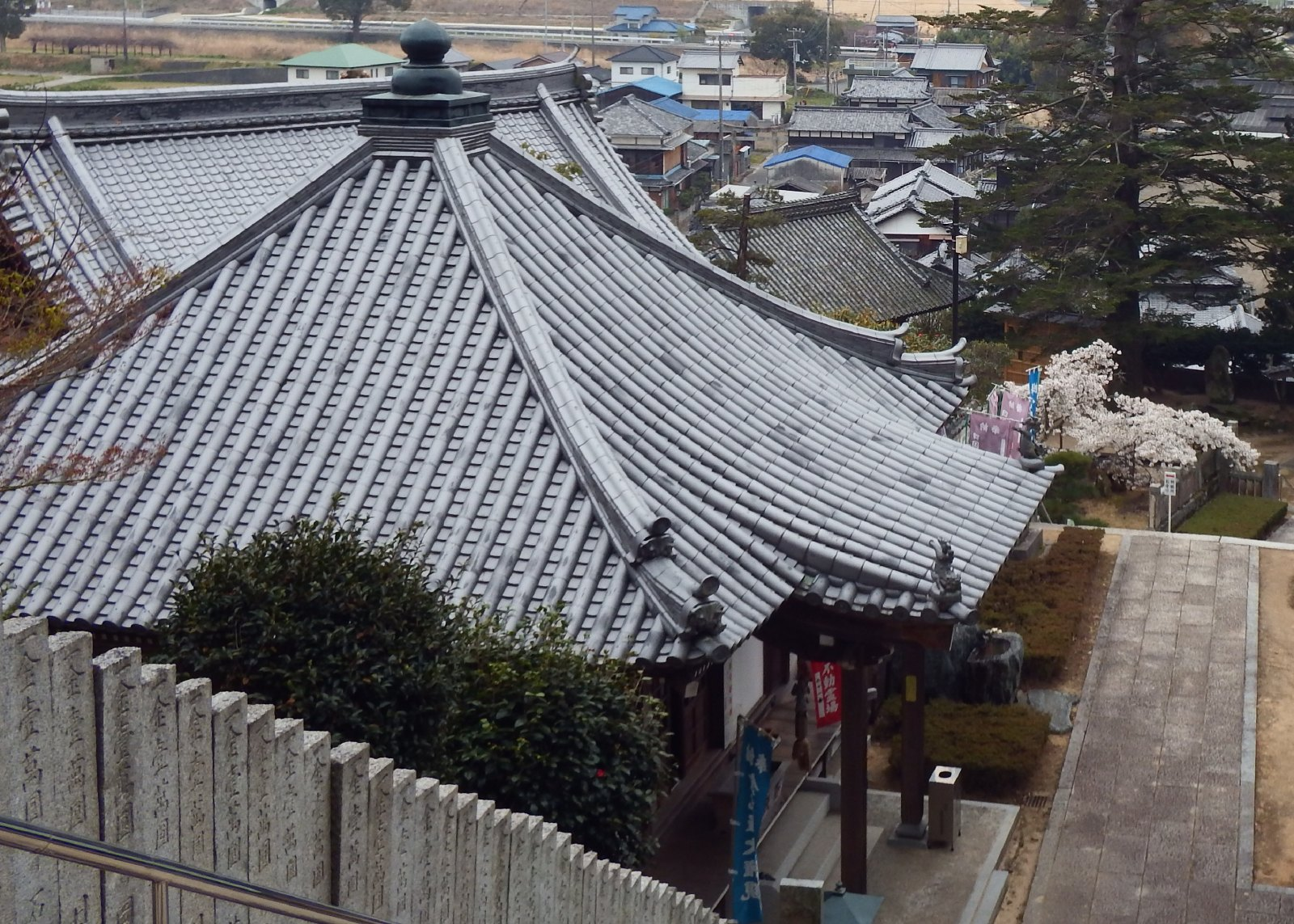
満願寺（21番）不動堂本尊
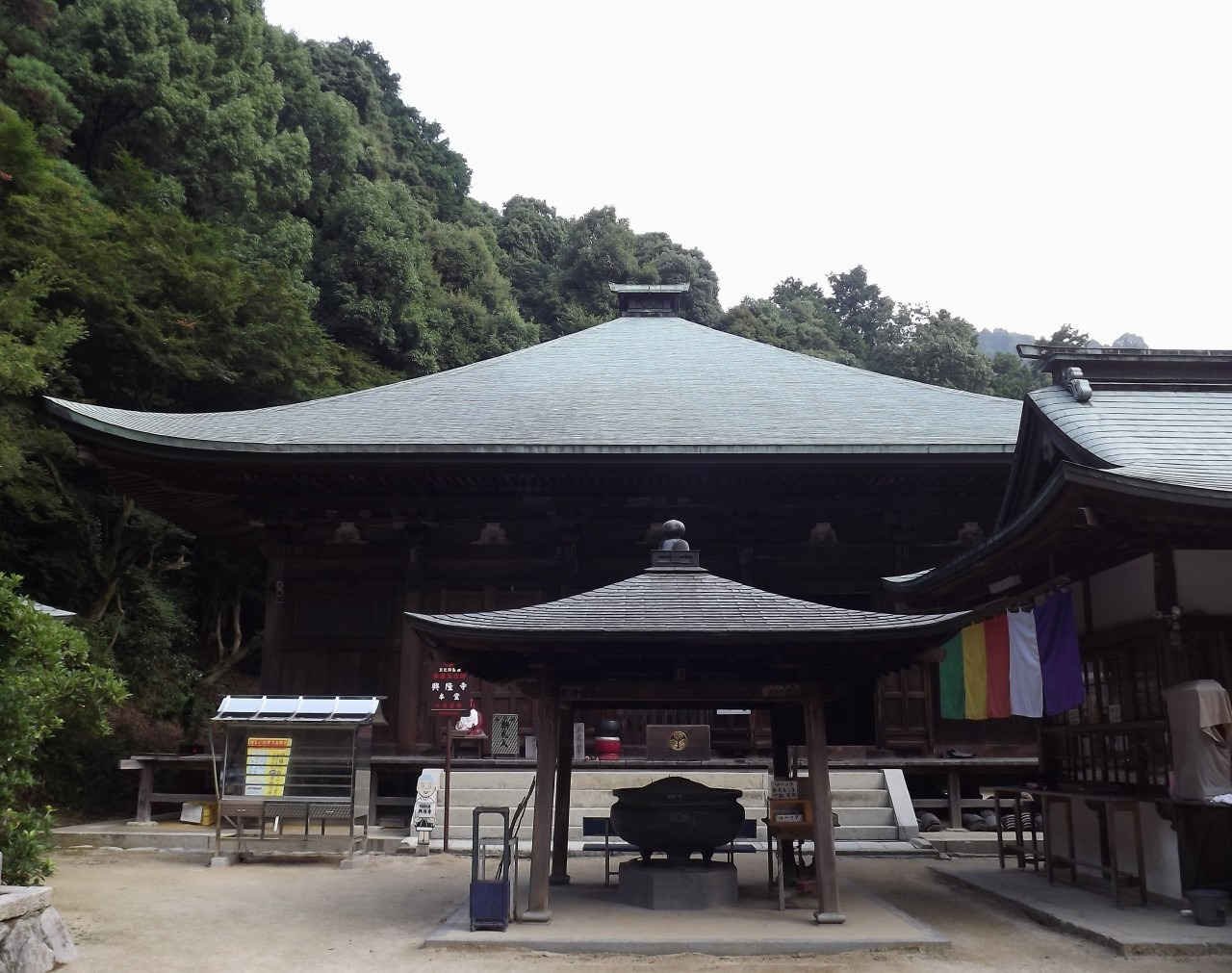
西山興隆寺（22番）本堂左脇陣
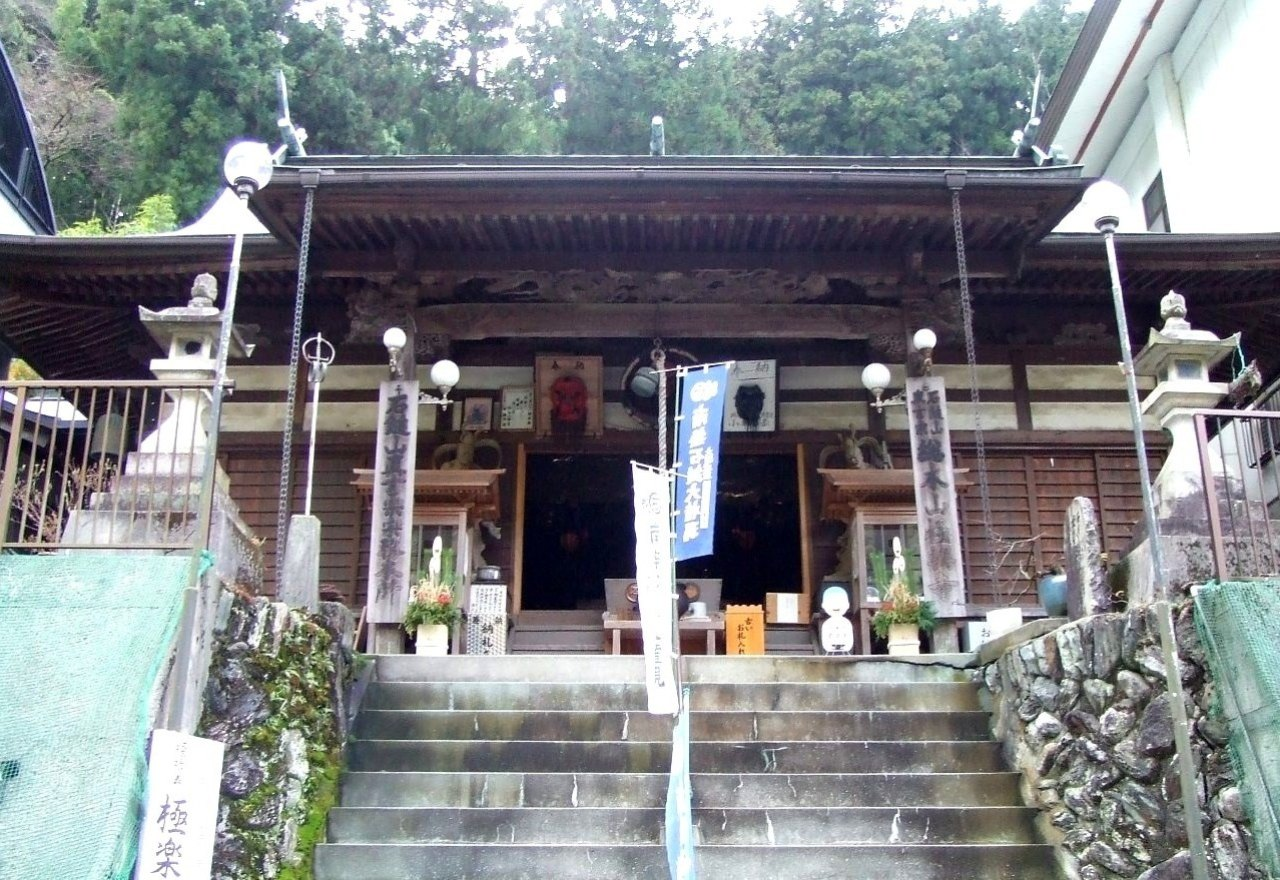
極楽寺（23番）蔵王殿左脇陣
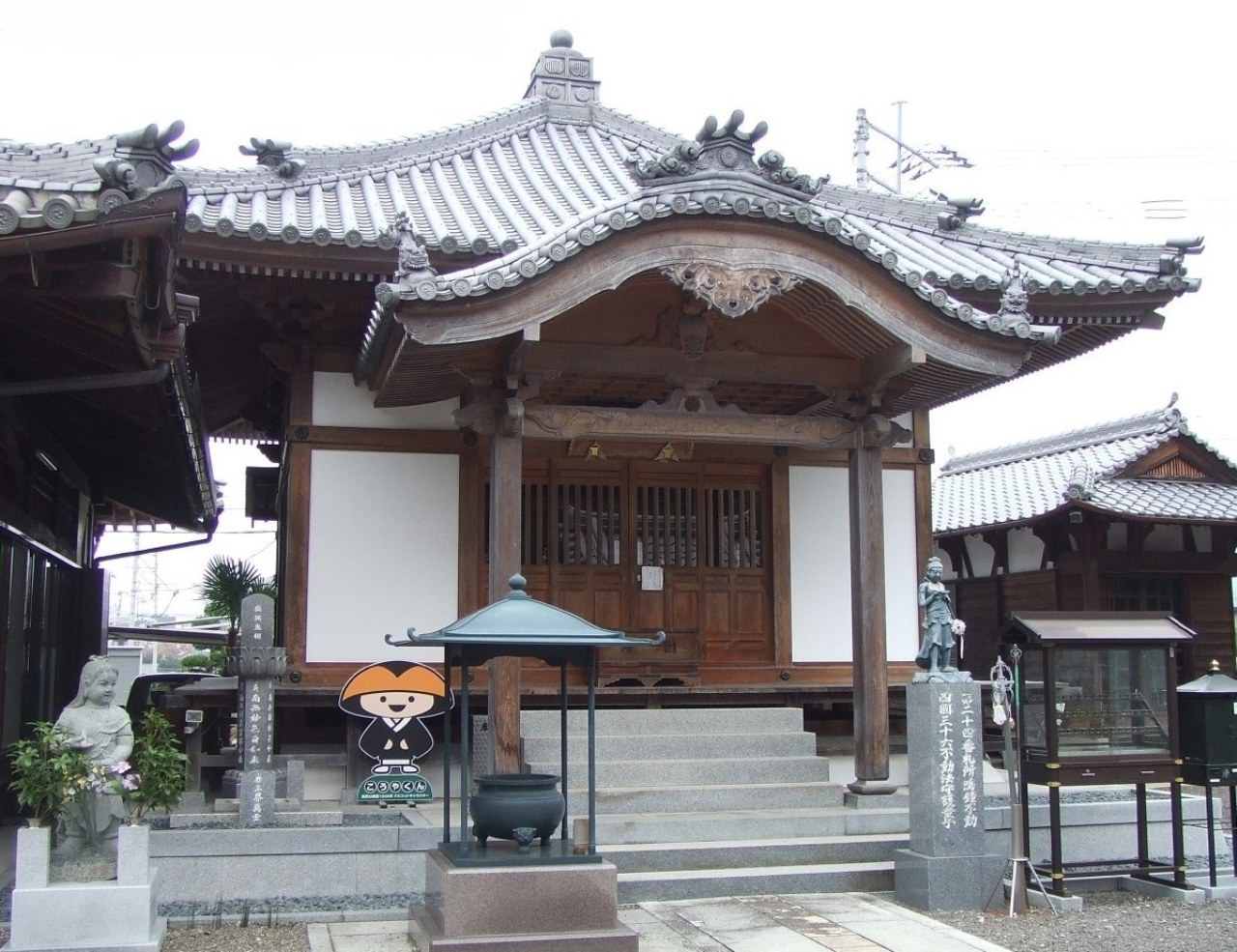
隆徳寺（24番）不動堂本尊
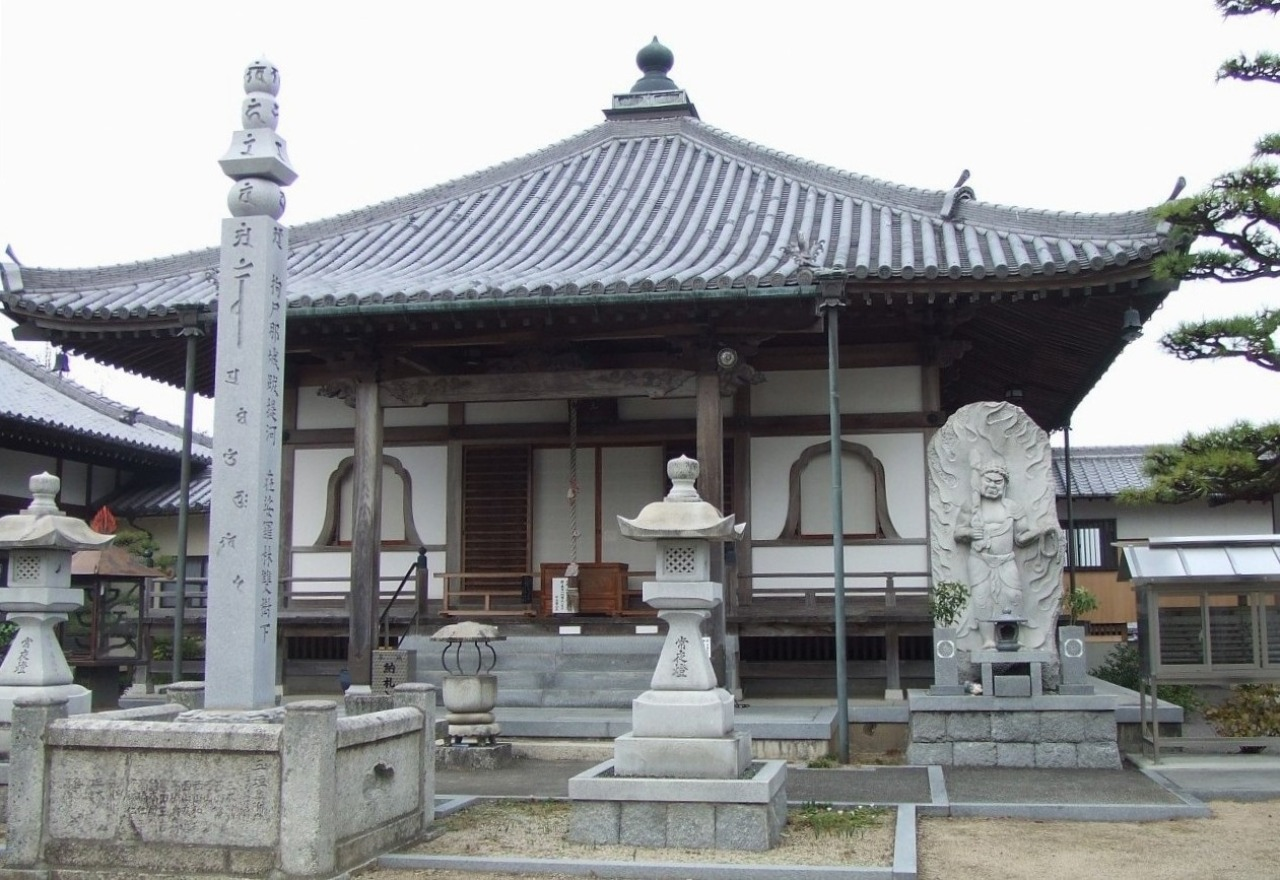
睍壽院（25番）本堂本尊
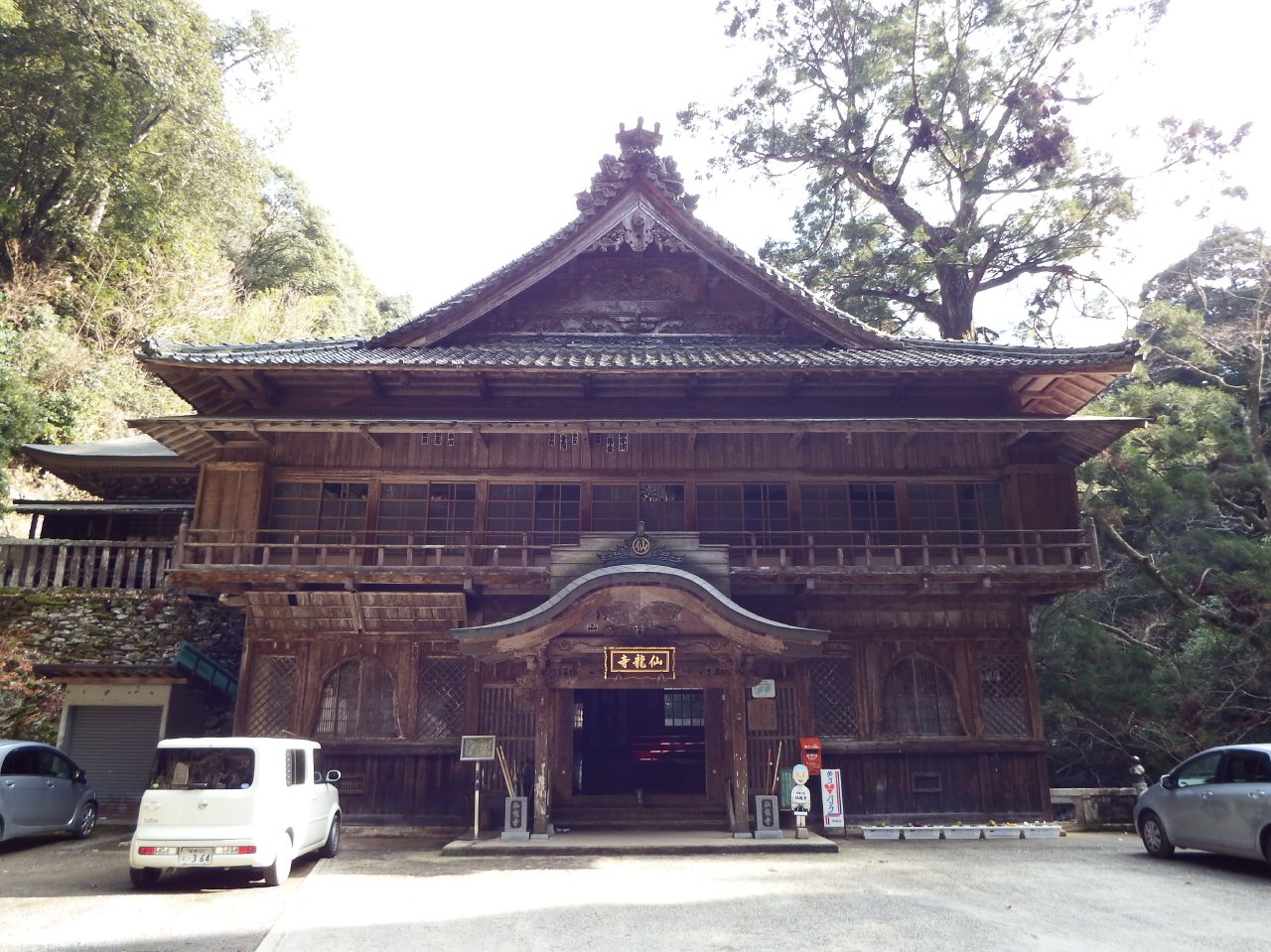
仙龍寺（26番）
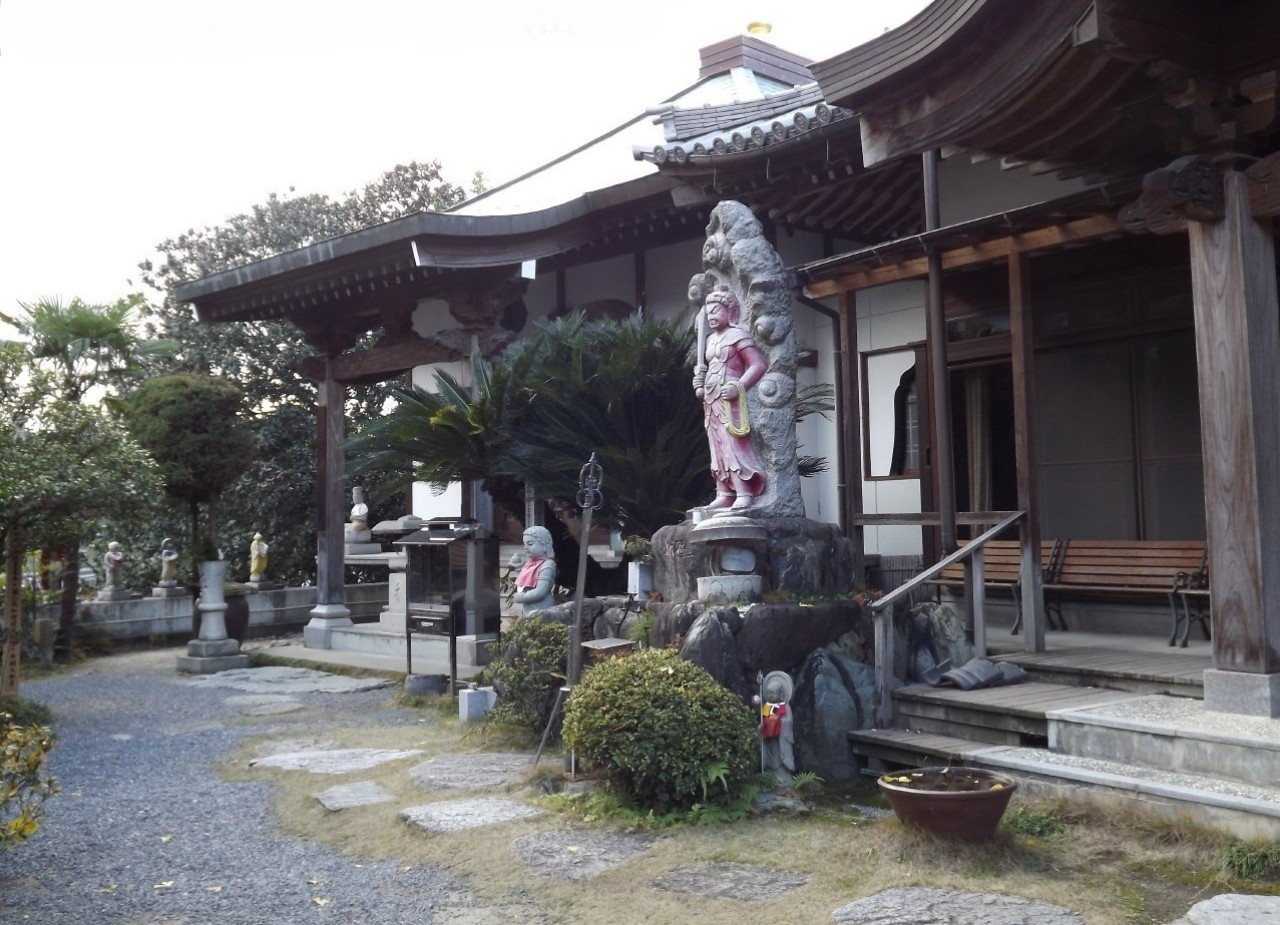
常福寺（27番）本堂左本尊
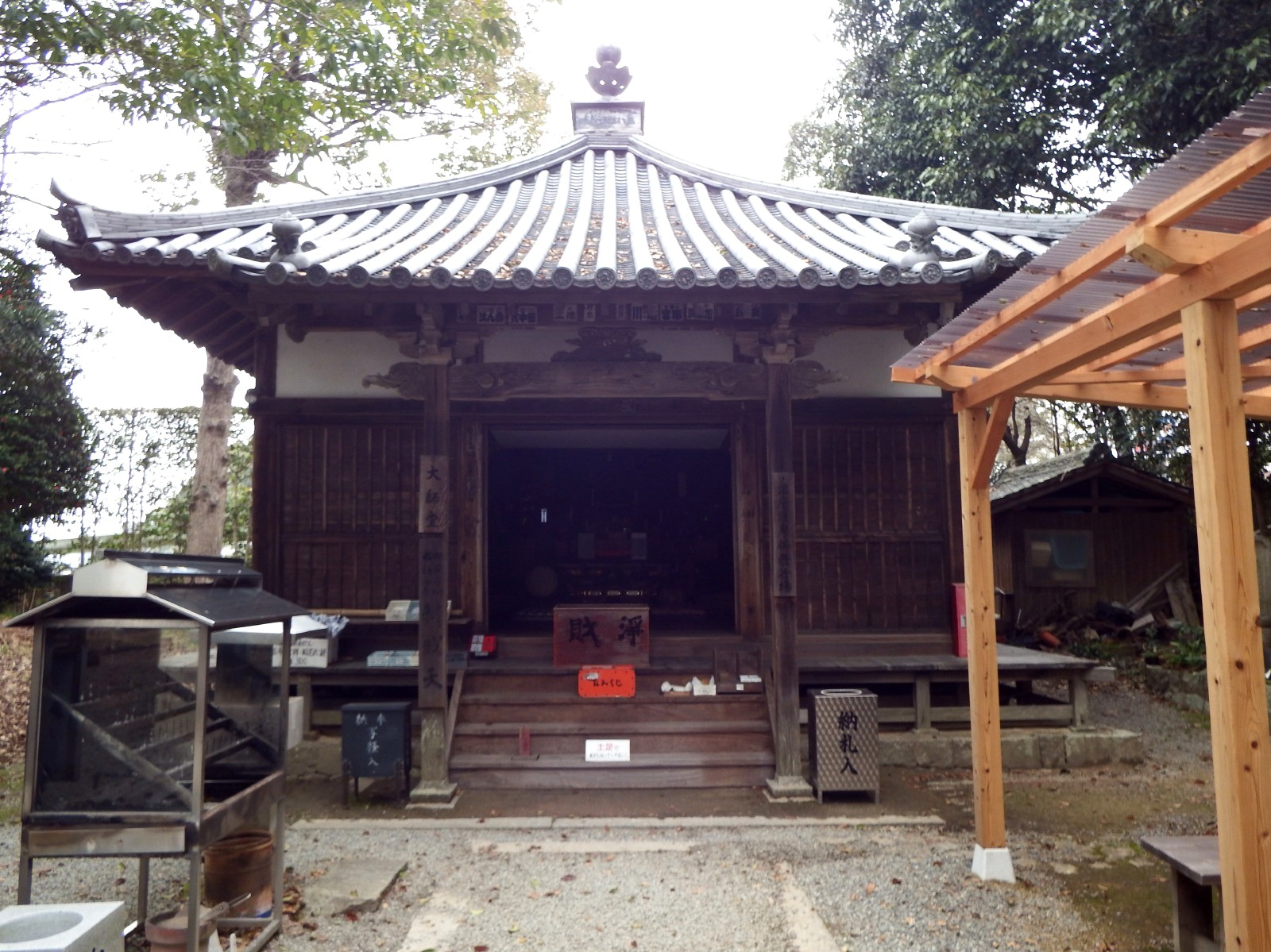
萩原寺（28番）護摩堂本尊
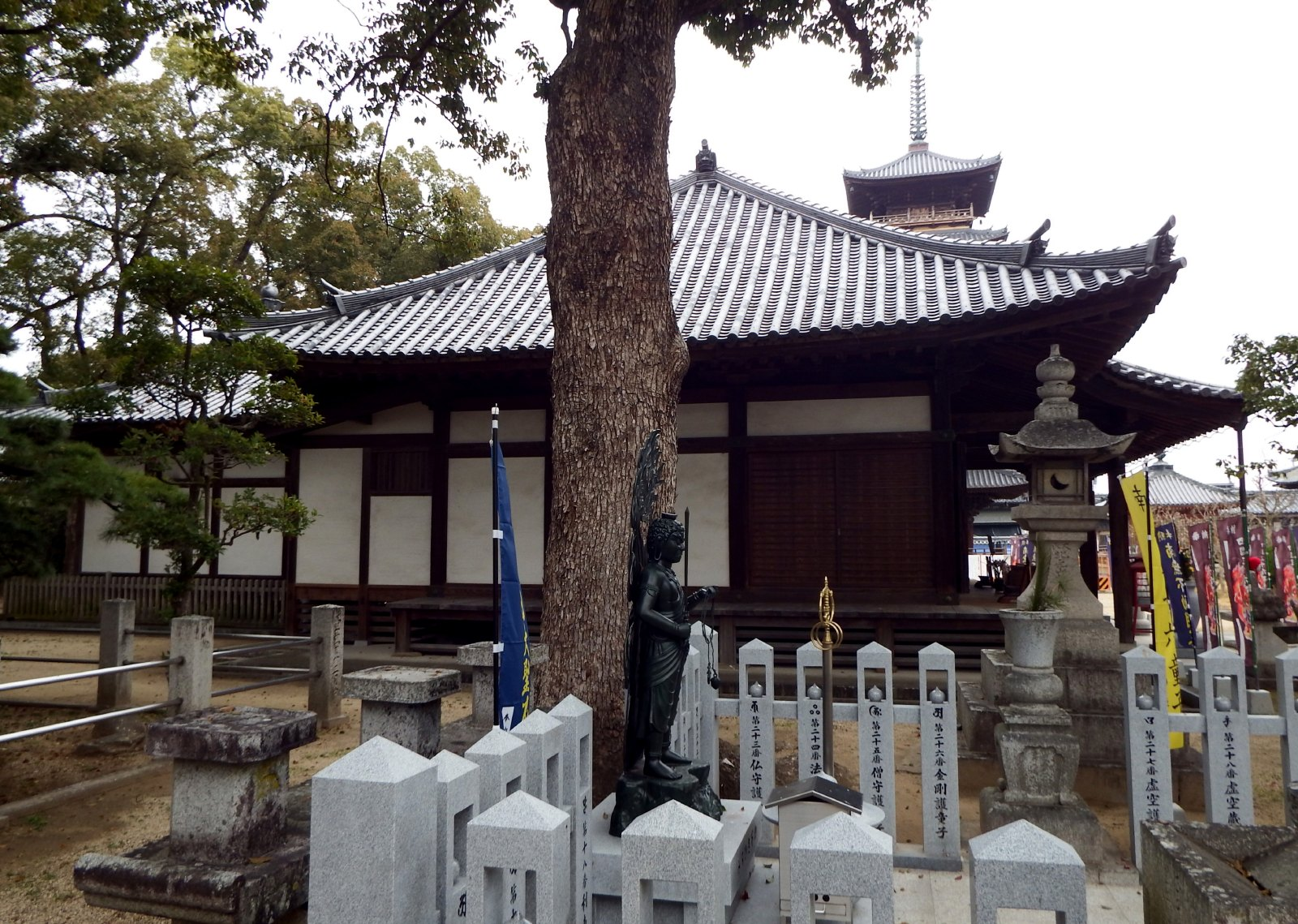
本山寺（29番）十王堂奥殿護摩堂
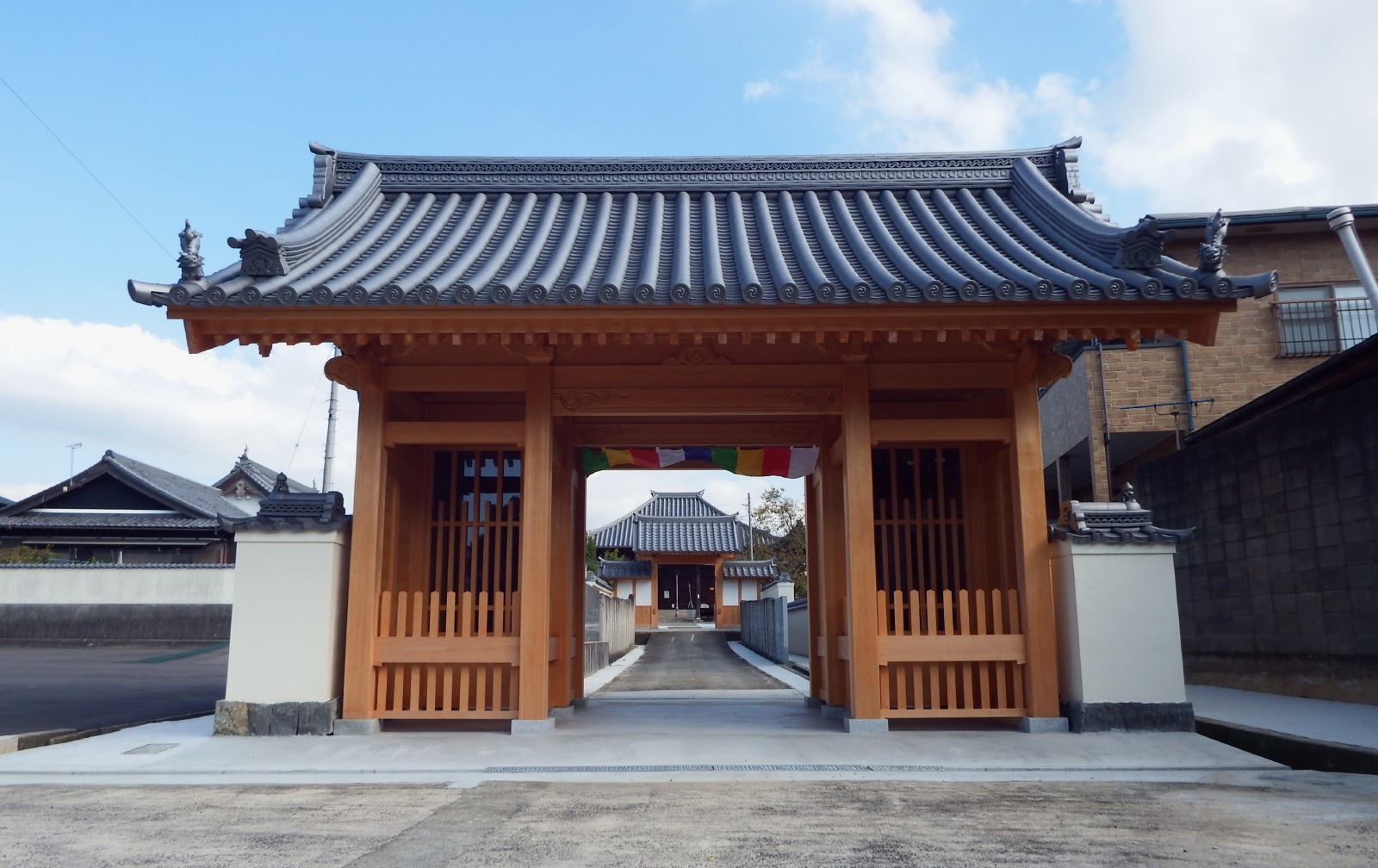
妙音寺（30番）本堂左脇佛
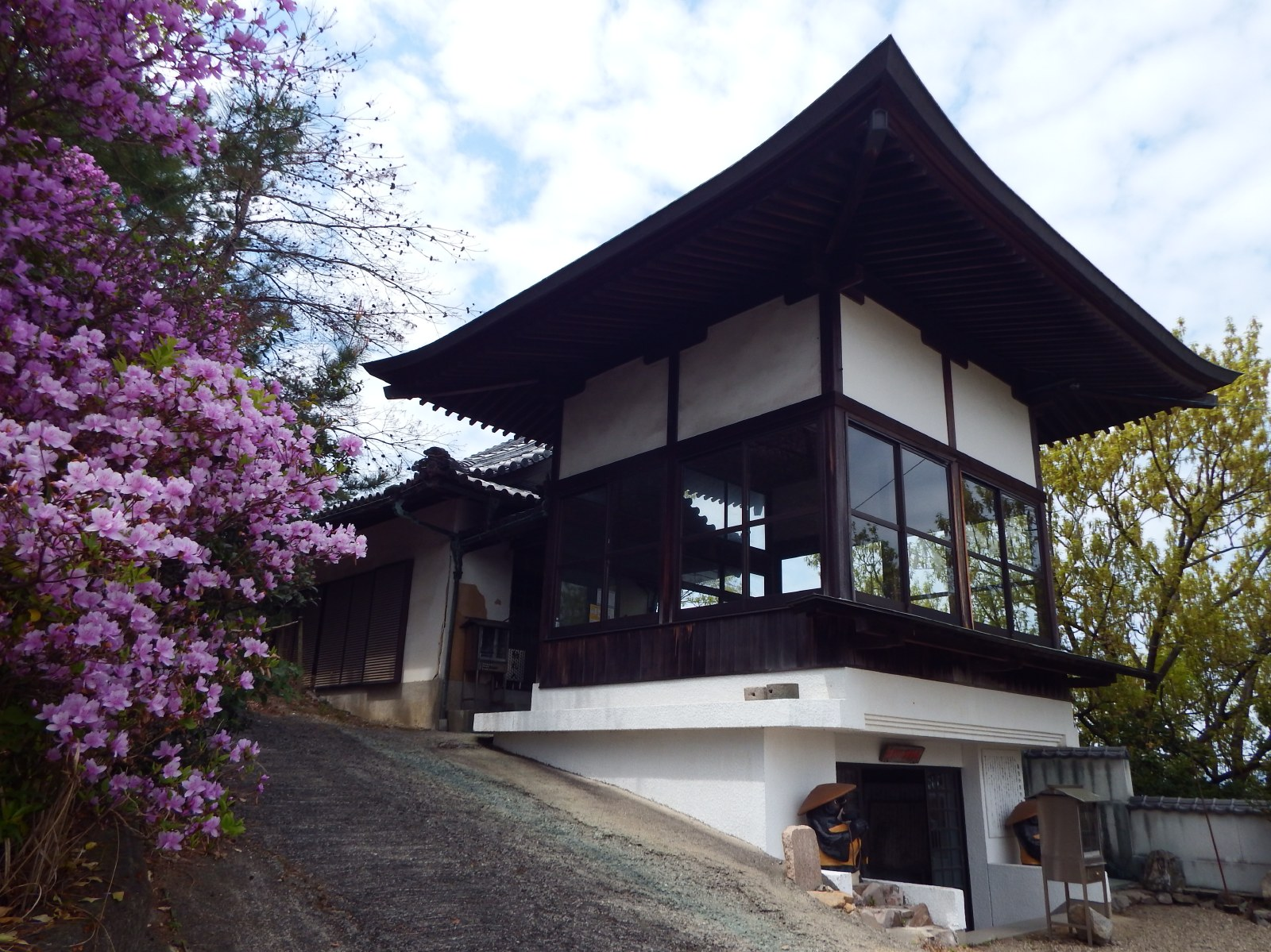
御盥山不動坊(海岸寺)（31番）不動坊本尊
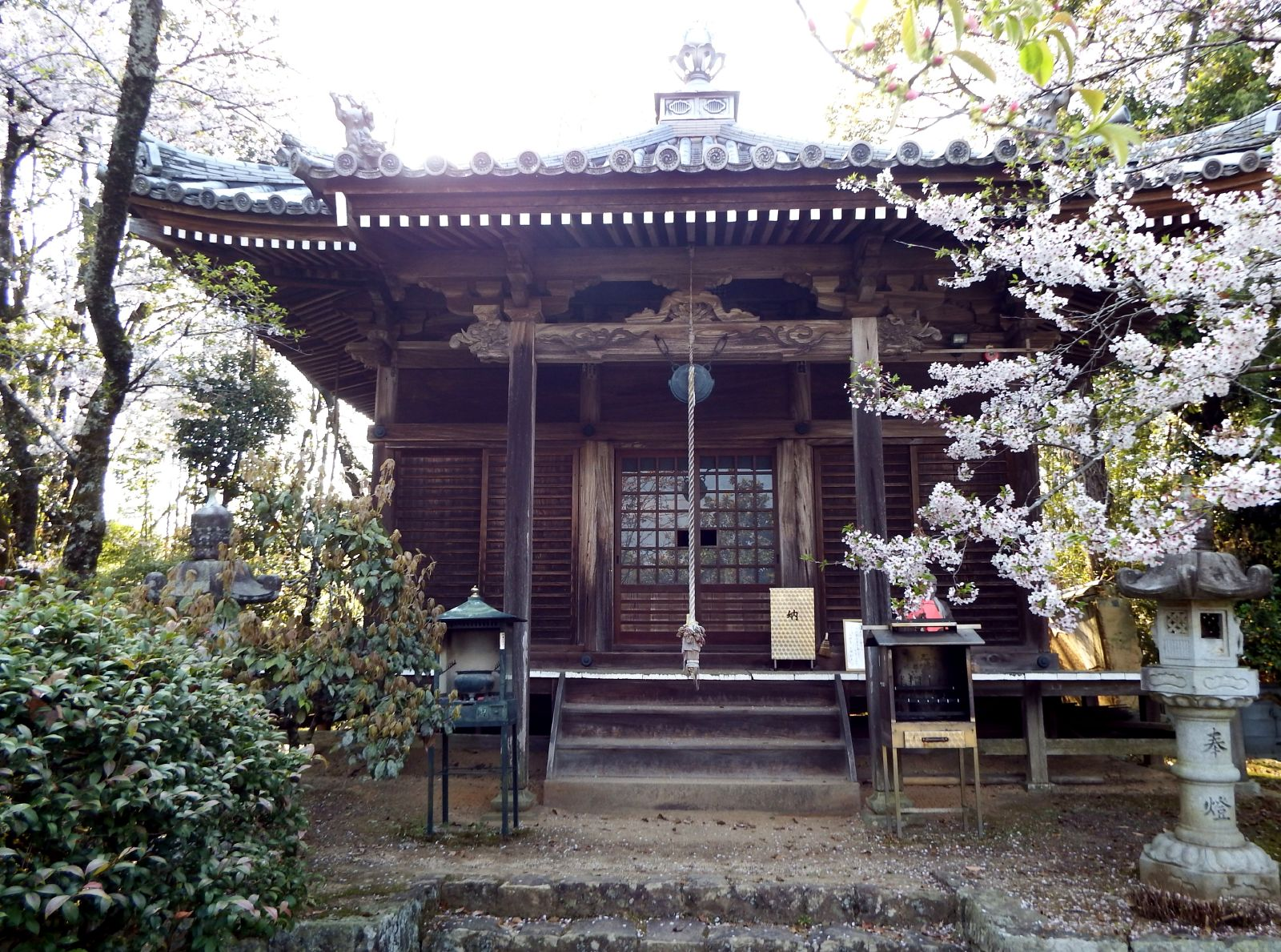
天福寺（32番）護摩堂本尊
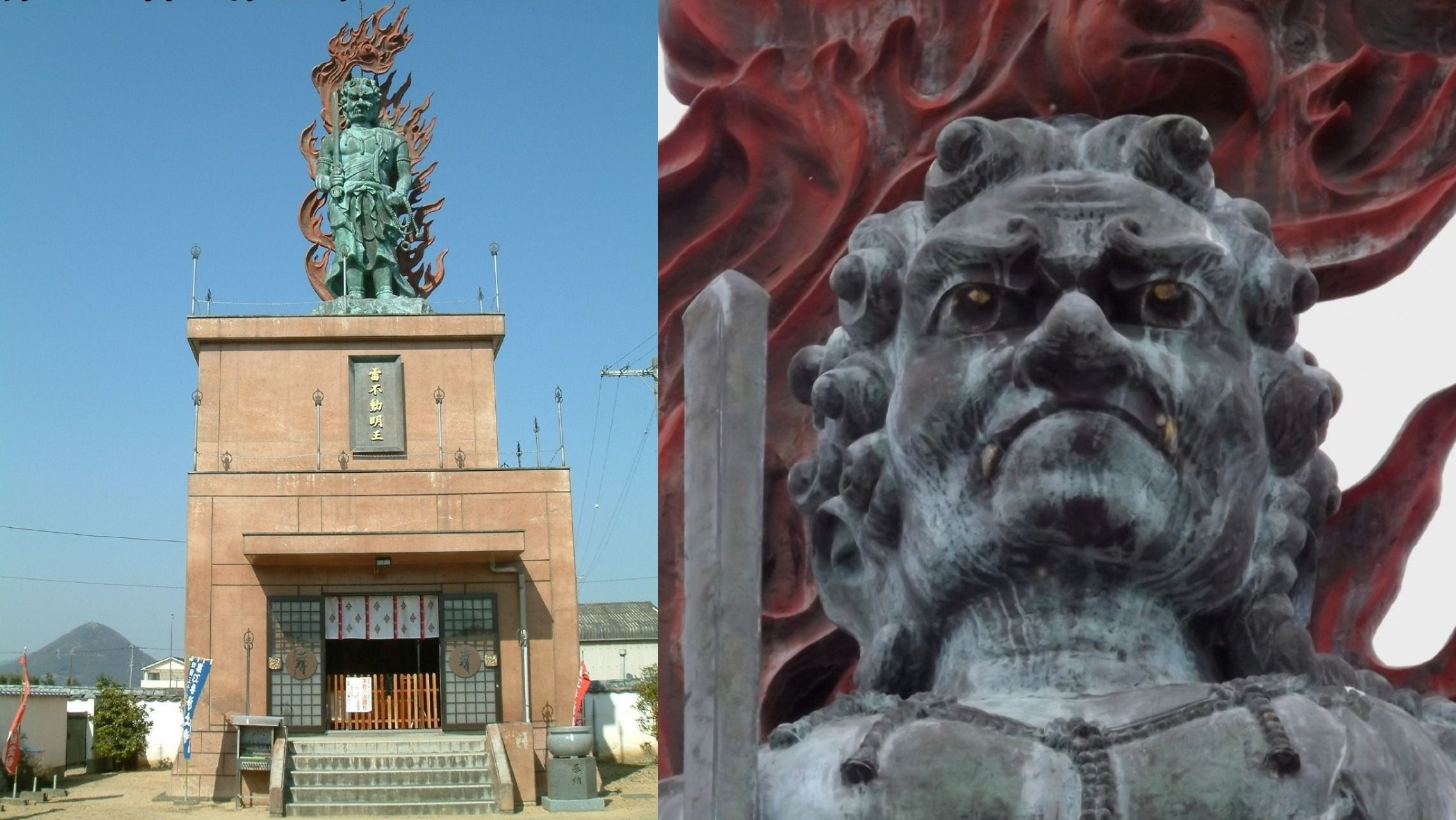
浄土寺（33番）不動堂本尊
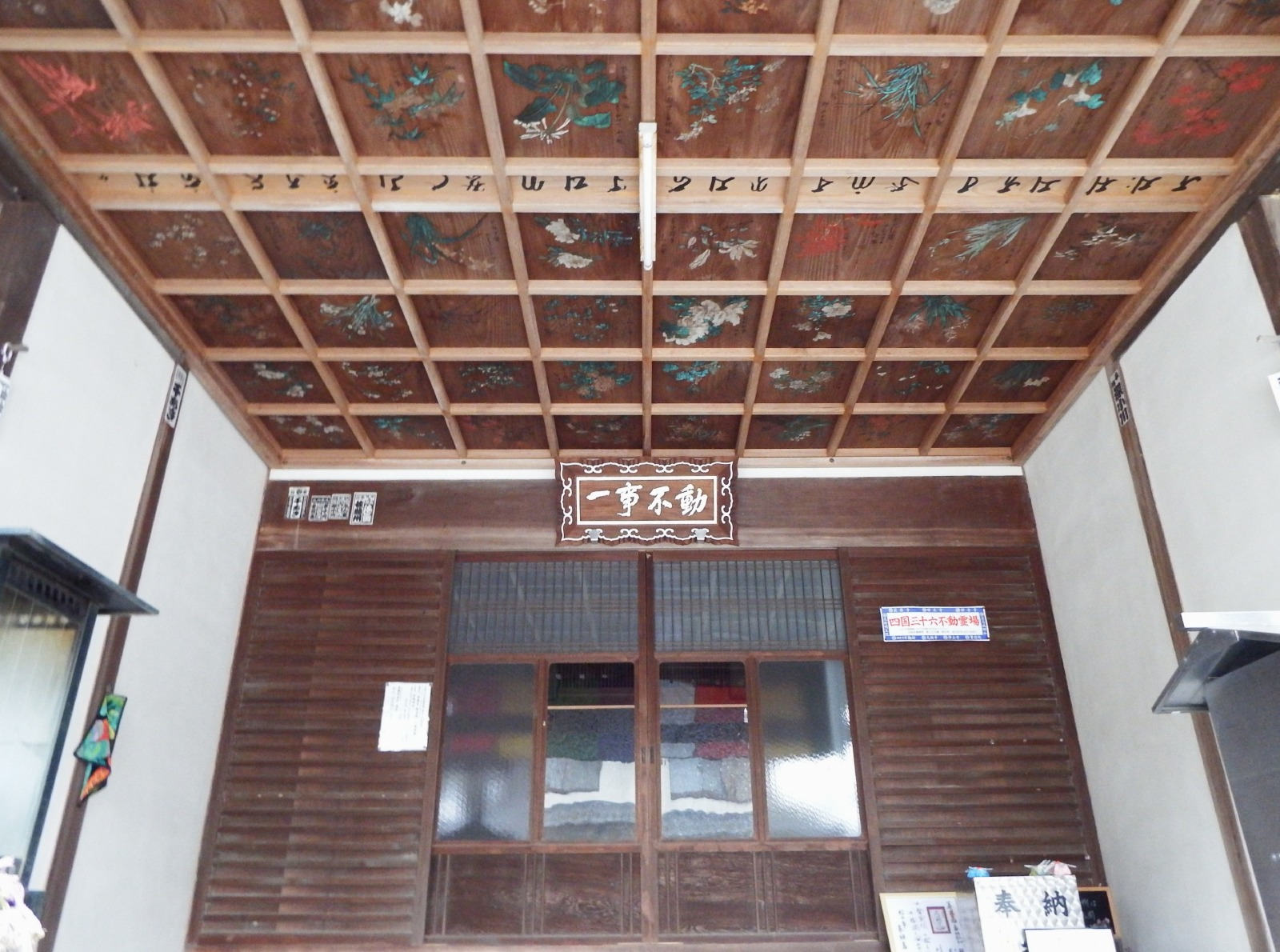
繁昌院（34番）本堂本尊
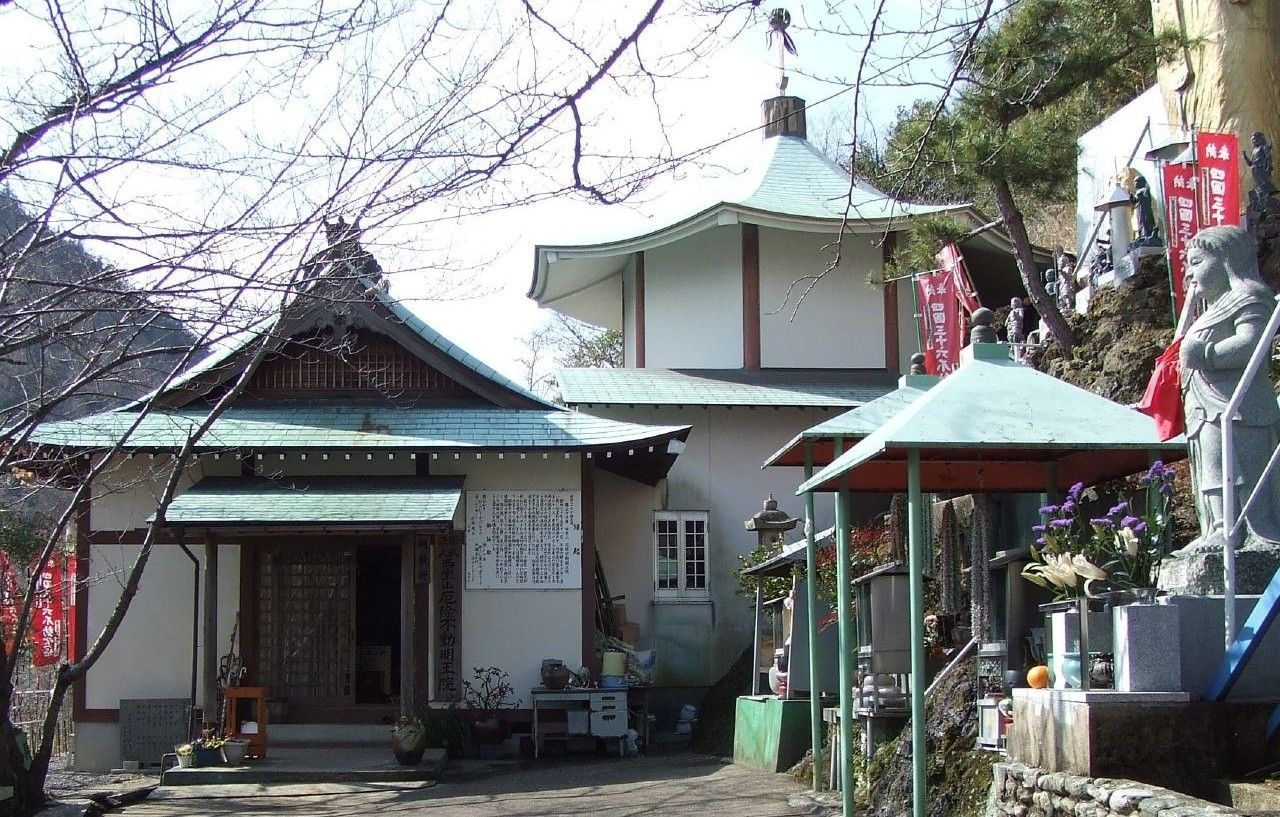
厄除不動明王院（35番）本堂本尊
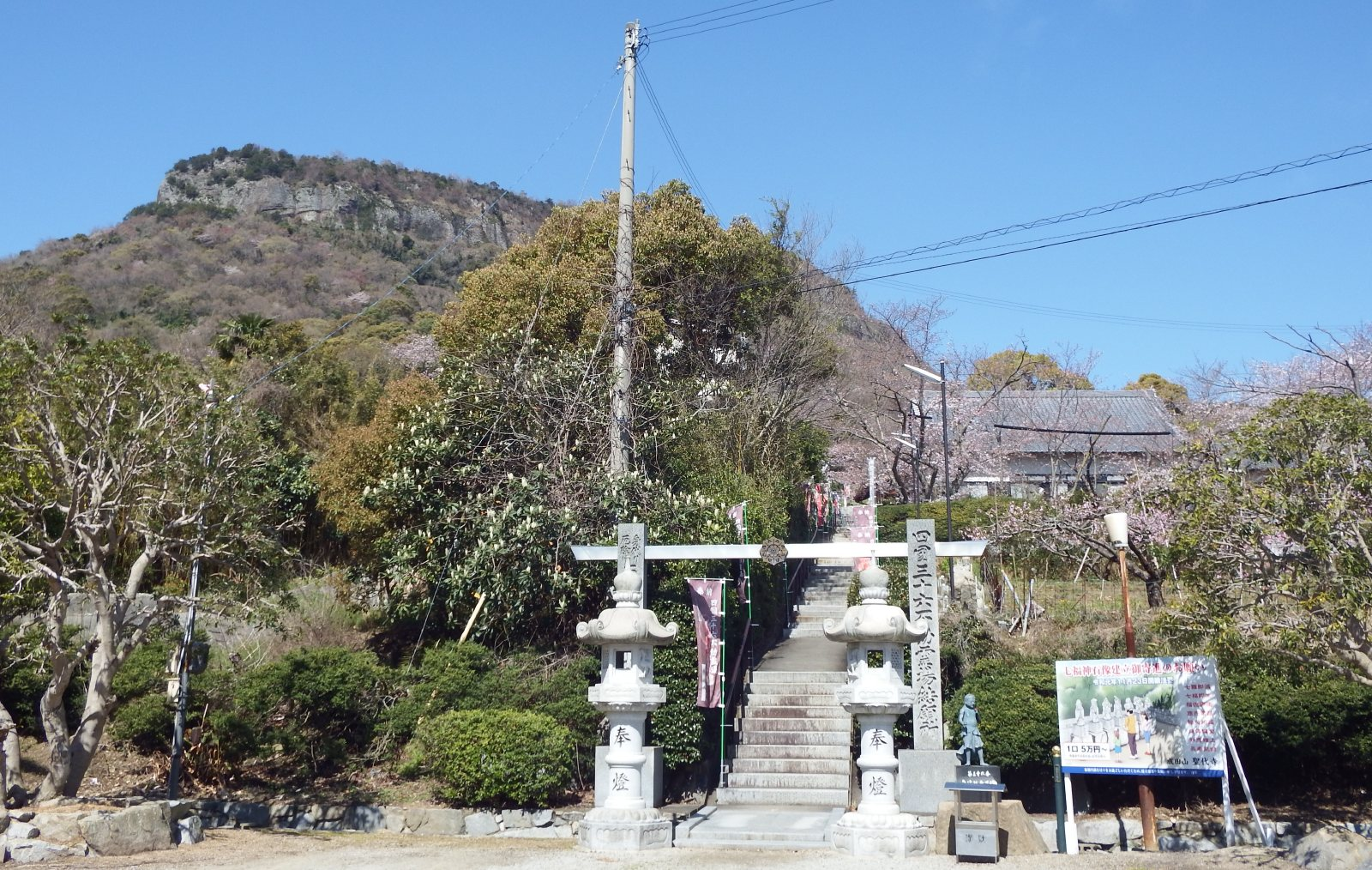
聖代寺（36番）
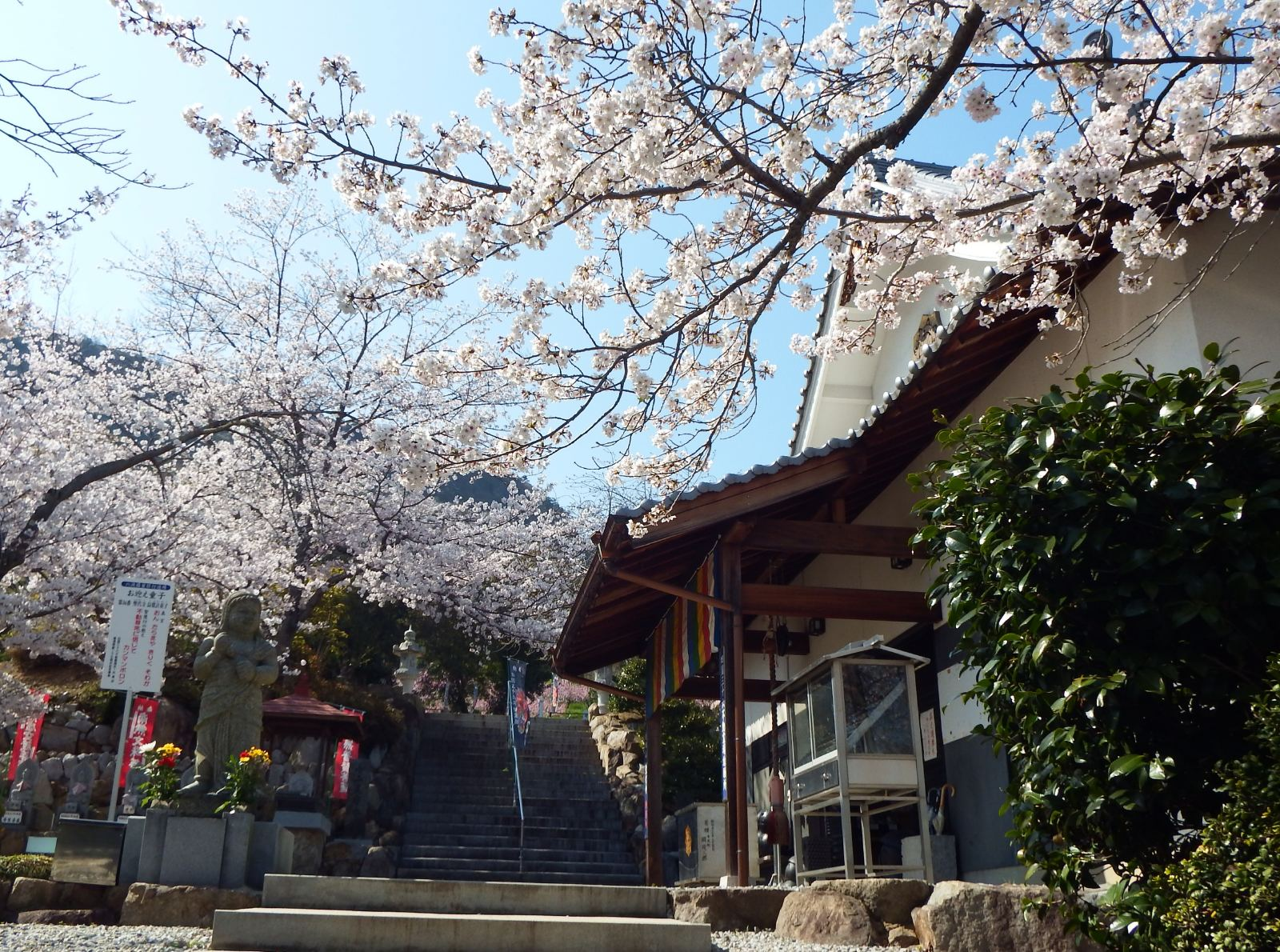
聖代寺（36番）本堂本尊